# Linienförmige Zugbeeinflussung

Ausgerüstete Strecken in Deutschland (Stand Dezember 2024):
1. C80000 Linienförmige Zugbeeinflussung
2. 3344FF ETCS

Die Linienförmige Zugbeeinflussung (LZB), auch Linienzugbeeinflussung, ist ein System der Eisenbahn, das verschiedene Funktionen im Bereich der Sicherung von Zugfahrten und der Zugbeeinflussung übernimmt. Neben der Übermittlung von Fahraufträgen, Höchstgeschwindigkeit und verbleibendem Bremsweg auf eine Anzeige im Führerstand überwacht das System das Fahrverhalten der Züge und kann durch Eingriffe in die Fahrzeugsteuerung die Fahrt der Züge beeinflussen.
Linienförmig bedeutet dabei, dass der Informationsaustausch zwischen Strecken- und Fahrzeugeinrichtung während der gesamten Fahrt und auch während Betriebs- und Verkehrshalten dauernd und zusätzlich in beiden Richtungen besteht. Einige Bauformen der LZB ermöglichen die vollautomatische Steuerung der Fahr- und Bremsvorgänge von Zügen. Die linienförmige Zugbeeinflussung verwendet eine induktive Datenübertragung zwischen Fahrzeug und Fahrweg mittels eines im Gleis verlegten Antennenkabels, des sogenannten Linienleiters. LZB wird in Deutschland, Österreich und Spanien sowie bei einigen U-Bahnen in anderen Ländern eingesetzt.
Im Jahr 2014 betrieb DB Netz (heute DB InfraGO) 2465 Kilometer zweigleisige Strecken mit LZB, die bis 2030 auf das Nachfolgersystem ETCS umgestellt werden sollten. Ende 2021 waren insgesamt 2609 km von 33.288 km im Netz der Deutschen Bahn mit LZB ausgerüstet.

## Hintergrund der Entwicklung
Im klassischen Eisenbahnbetrieb werden die Zugfahrten durch ortsfeste Signale geführt. Ein Hauptsignal zeigt dabei an, ob und ggf. mit welcher Geschwindigkeit der Gleisabschnitt bis zum nächsten Hauptsignal befahren werden darf (vgl. Sicherung von Zugfahrten). Die Stellung eines Hauptsignals wird wegen der langen Bremswege von Zügen durch Vorsignale oder das vorherige Hauptsignal angekündigt. Fährt ein Zug an einem Vor- oder Hauptsignal in der Stellung „Halt erwarten“ vorbei, muss der Triebfahrzeugführer den Zug so weit abbremsen, dass er vor dem folgenden Hauptsignal anhalten kann.
Bei steigenden Geschwindigkeiten der Züge ergeben sich daraus zwei Probleme: Zum einen sinkt die Zeit, in der ein Triebfahrzeugführer den Signalbegriff eines ortsfesten Signals wahrnehmen kann, wenn er darauf zufährt. Insbesondere bei schlechten Sichtverhältnissen wie Nebel kann die Zeit für eine sichere Wahrnehmung zu kurz werden. Zum anderen steigt der notwendige Vorsignalabstand durch die längeren Bremswege mit dem Quadrat der Geschwindigkeit. Da aber auch für langsame Züge bereits beim Passieren des Vorsignals „Fahrt erwarten“ gezeigt werden soll (andernfalls müsste der Zug bremsen), erhöht sich für die langsamen Züge die Vorbelegungszeit der Abschnitte, was die Leistungsfähigkeit der Strecke reduziert.
In Deutschland sollte der Regelvorsignalabstand von 1000 Metern nicht verändert werden. Um eine Bremsung bis zum Stillstand innerhalb von 1000 m zu gewährleisten, ist selbst bei guter Bremsausrüstung des Zuges (Magnetschienenbremse) die zulässige Höchstgeschwindigkeit auf 160 km/h begrenzt. Fahrten mit mehr als 160 km/h werden deshalb in Deutschland durch eine kontinuierliche Zugbeeinflussung geführt, wobei der Begriff Führung eine kontinuierliche Führerraumsignalisierung beinhaltet (§ 15 Abs. 3 EBO, § 40 Abs. 2 EBO).

## Einsatzgebiete
Die LZB wurde für den Hochgeschwindigkeitsverkehr entwickelt, wird aber aufgrund der dichteren möglichen Zugfolge gegenüber älteren Systemen auch auf Strecken von S-/U-Bahnen und bei Güter- oder Mischverkehr im Rahmen des CIR-ELKE-Projektes eingesetzt. Die Hauptvorteile der LZB gegenüber den älteren, nur punktförmig übertragenden Systemen ist die Möglichkeit, extrem kurze Blockabschnitte zu verwenden und den Bremsweg der Züge abhängig von deren Geschwindigkeit und Bremsverhalten zu überwachen.

## Grundlegende Funktionsweise
Bei der LZB übernimmt eine Streckenzentrale (Zentralrechner) die Überwachung der Zugfahrt. Die Streckenzentrale steht über einen im Gleis verlegten Linienleiter immer mit den Fahrzeugen in Verbindung. Über diese Verbindung melden die Fahrzeuge ihre Position und Geschwindigkeit an die Streckenzentrale. Diese berechnet für jeden Zug individuelle Führungsgrößen und sendet diese an die Fahrzeuge. Im Fahrzeug wird die Einhaltung der Führungsgrößen überwacht (genauer siehe Funktionsweise).
Durch ein LZB-Gerät im Führerstand werden dem Triebfahrzeugführer folgende Informationen dargestellt:
- Soll-Geschwindigkeit (momentan gültige Höchstgeschwindigkeit)
- Zielgeschwindigkeit (Höchstgeschwindigkeit am nächsten Geschwindigkeitswechsel)
- Zielentfernung (Entfernung bis zum nächsten Geschwindigkeitswechsel)

Die Sollgeschwindigkeit berücksichtigt dabei bereits eine ggf. notwendige Bremsung bei Annäherung an den Zielpunkt, sie fällt also bei Annäherung kontinuierlich ab, bis sie schließlich am Zielpunkt mit der Zielgeschwindigkeit identisch ist. Ein Halt zeigendes Signal ist dabei ein Zielpunkt mit der Zielgeschwindigkeit null.
Der nächste Zielpunkt wird – je nach genauer Ausführung – bis zu einer Entfernung von 38 000 Metern dargestellt. Wird bis dorthin keine Restriktion gefunden, entspricht die Zielgeschwindigkeit der zulässigen Streckengeschwindigkeit, fallweise auch der zulässigen Geschwindigkeit der Fahrzeuge im Zug. Dem Triebfahrzeugführer wird also mit diesen Größen die Befahrbarkeit der folgenden Abschnitte ggf. mit Geschwindigkeitsbeschränkung dargestellt. In konventionellen Signalsystemen wären diese Angaben in den Begriffen mehrerer Vor- und Hauptsignale kodiert.
Bei der Entwicklung des europäischen Zugsicherungssystems European Train Control System (ETCS) hat man dieses Grundkonzept wahrscheinlich weitgehend von der LZB übernommen, siehe dazu Full Supervision, bzw. Darstellung überwachter Geschwindigkeiten.
In Verbindung mit der Automatischen Fahr- und Bremssteuerung (AFB) wäre auf diese Weise eine fast vollautomatische Steuerung des Zuges möglich. Lediglich die Bremsungen für das Halten an Bahnsteigen müssten vom Triebfahrzeugführer noch manuell durchgeführt werden. Allerdings orientiert sich die AFB stets an der maximal möglichen Geschwindigkeit und versucht diese zu erreichen bzw. zu halten. So würde es z. B. häufig vorkommen, dass die AFB trotz Zufahrt auf ein haltzeigendes Signal noch beschleunigt und dann kurz vor dem Signal stark abbremst. Ein solcher Fahrstil ist jedoch weder komfortabel noch energieeffizient. Daher wird nur in bestimmten Situationen von der vollautomatischen Steuerung durch LZB und AFB Gebrauch gemacht, auch wenn die LZB-Bremskurven bereits deutlich flacher verlaufen als die, die bei 160 km/h von der punktförmigen Zugbeeinflussung angesetzt werden.

### Bremskurvenberechnung
Die der Berechnung von Bremskurven zu Grunde zu legende Bremsverzögerung wird anhand der vom Triebfahrzeugführer am Fahrzeuggerät angegebenen zulässigen Geschwindigkeit und Bremshundertsteln ausgewählt, ferner wird von der Streckenzentrale eine Gefällestufe übermittelt. Anhand dieser Werte wählt das Fahrzeuggerät die den Bremskurven zu Grunde zu legende Verzögerung aus Tabellen aus, die auf dem Fahrzeug hinterlegt sind. Die Bremstafeln beschreiben den zulässigen Bremsweg in Abhängigkeit von Bremshundertsteln, Geschwindigkeit sowie Gefälle und wurden nach Anträgen der DB von 1987 und 1989 vom Bundesverkehrsministerium genehmigt.
Die LZB nutzte für Betriebsbremsungen zunächst Sollbremskurven mit einer typischen Verzögerung von 0,5 m/s², an der Triebfahrzeugführer (ggf. mit AFB) entlang bremsen sollen. Den Sollbremskurven wurden Bremsüberwachungskurven zugeordnet. Näherte sich der Triebfahrzeugführer diesen an, erfolgte zunächst eine optische und akustische Warnung, bei Erreichen wurde eine Zwangsbremsung ausgelöst. Die Bremsüberwachungskurven basierten auf zwölf verschiedenen Verzögerungen (zwischen 0,115 und 1,10 m/s²), die insbesondere vom Bremsvermögen des Zuges (Bremshundertstel) und dem Gefälle der Strecke abhängig waren. Entsprechende Bremstafeln wurden aufgestellt. Für Bremsausgangsgeschwindigkeiten bis 150 km/h wurden in den einzelnen Verzögerungsstufen dabei konstante Verzögerungen über den gesamten Geschwindigkeitsbereich unterstellt, für darüber liegende Bremsausgangsgeschwindigkeiten fielen die unterstellten Verzögerungswerte linear ab, um fallenden Haftwerten zwischen Rad und Schiene Rechnung zu tragen. Bremstafeln wurden zunächst für die Ebene, für 5 Promille Gefälle (Maximalwert erster Ausbaustrecken) sowie 12,5 Promille Gefälle (Maximalwert für Neubaustrecken) erstellt. Die 1986 aufgestellten Bremstafeln für Personenzüge (Bremsart R/P) umfassten den Geschwindigkeitsbereich von 80 bis 300 km/h. Für Güterzüge wurden später gesonderte LZB-Bremstafeln erstellt. Dabei wurden Geschwindigkeiten bis 120 km/h zu Grunde gelegt. Während konventionell nur 90 km/h (Bremsstellung G) bzw. 100 km/h (Bremsstellung P) zulässig waren, standen noch höheren Geschwindigkeiten mit LZB thermische Belastungsgrenzen der Bremsen entgegen.
Für die Schnellfahrstrecke Köln–Rhein/Main mit Neigungen bis 40 Promille hätte das bisherige LZB-Bremsmodell zu Betriebsbremswegen aus 300 km/h von bis zu ca. 15 km geführt. Aufgrund des vergleichsweise großen Verhältnisses von Soll- und Überwachungsverzögerung von 7/10 führte dies zu einem unnötig großen Abstand.
Mit der Einführung von CIR-ELKE II wurde das Bremsmodell weiterentwickelt. Dabei wurden zehn Bremstafeln (in 10-km/h- sowie 10-Bremshundertstel-Intervallen) für Gefälle bis 44 ‰ sowie Steigungen von bis zu 39 ‰ aufgestellt. Durch die Berücksichtigung mehrerer Bremstafeln in einem Bremsweg mit wechselnden Längsneigungen konnte die Streckenkapazität erheblich gesteigert werden.

## Entwicklung der linienförmigen Zugbeeinflussung
In den 1920er Jahren liefen in Deutschland verschiedene Versuche mit punktförmigen Zugbeeinflussungssystemen. An bestimmten Punkten sollten dabei mittels mechanischer, magnetischer, elektrischer und induktiver Beeinflussung Züge automatisch verlangsamt oder angehalten werden können. Um damit verbundene betriebliche Einschränkungen zu überwinden, wurde eine linienförmige Zugbeeinflussung vorgeschlagen, die nicht nur an einzelnen Punkten, sondern kontinuierlich Zugfahrten beeinflussen sollte. In den Vereinigten Staaten waren linienförmige Systeme zu dieser Zeit bereits auf etwa 6000 km im Einsatz.
Vorgeschlagen wurde, den Überwachungsstrom der Gleisstromkreise zu nutzen, um kontinuierlich zu übertragen, ob die beiden vorausliegenden Blockabschnitte frei oder besetzt sind. Dabei sollten bis zu 20 cm über den stromdurchflossenen Schienen vor der ersten Achse liegende Empfängerspulen die Daten aufnehmen. Über Stromkreise sollten sowohl die Bremsen bedient als auch der Signalbegriff des zurückliegenden und der beiden vorausliegenden Blocksignale dem Triebfahrzeugführer mittels einer grünen, gelben bzw. roten Lampe angezeigt werden.
Die ersten Versuche mit einer linienförmigen Zugbeeinflussung fanden 1928 bei der U-Bahn Berlin statt.

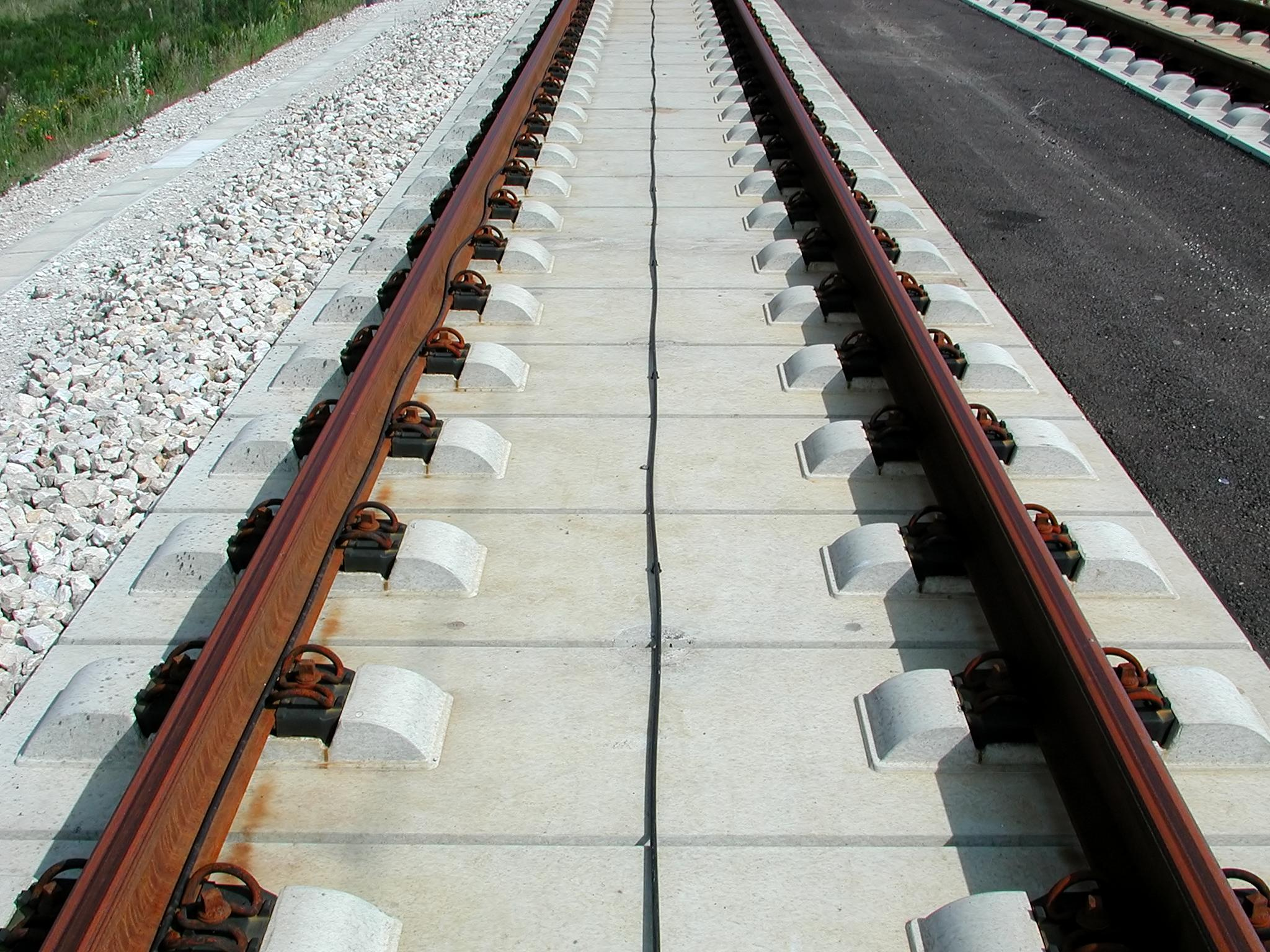
Linienleiter auf Fester Fahrbahn

Die Entwicklung der modernen LZB in Deutschland begann in den 1950er Jahren. Hermann Lagershausen, Gründer des Instituts für Verkehr, Eisenbahnwesen und Verkehrssicherung (heute Institut für Eisenbahnwesen und Verkehrssicherung) an der Technischen Universität Braunschweig (ehemals TH), unternahm einen wesentlichen Schritt der Entwicklung. Das Fahren auf elektrische Sicht war für Lagershausen eine wesentliche Weiterentwicklung für das System Bahn, die es damals in Deutschland zu erforschen galt.
In Zusammenarbeit mit Leo Pungs, Leiter des Instituts für Schwachstromtechnik an der TU Braunschweig, und Heinz Rummert erforschte er ein System, das einen Linienleiter zum Einschalten von Bahnübergängen (BÜ) nutzte. Das Projekt wurde zwar nicht umgesetzt, jedoch war damit das Potential des Linienleiters zur Informationsübertragung gezeigt. Basierend auf den Ergebnissen des BÜ-Projekts und eigenen neuen Überlegungen konnte Lagershausen die Deutsche Forschungsgemeinschaft (DFG) überzeugen, ein Projekt Das Problem des Fahrens von Eisenbahnzügen auf elektrische Sicht von 1958 bis 1964 zu fördern. Schwerpunkt des Projekts war die Erarbeitung der Grundlagen für die Verwendung des Linienleiters als Übertragungsmedium, um die ortsfesten Signale beim Fahren auf elektrische Sicht zu ersetzen.
Mit diesen theoretischen Grundlagen beschäftigte sich vor allem Peter Form, späterer Professor am Institut für Verkehr, Eisenbahnwesen und Verkehrssicherung der TH Braunschweig. 1956 begann er seine Arbeiten am Institut als Student. Zusammen mit Heinz Rummert erstellte er seine Studienarbeit Geschwindigkeitsabhängige Einschaltung von Bahnübergängen durch gekreuzte Linienleiter in immer kürzer werdenden Abständen. Basierend auf den in dieser Zeit gewonnenen Erkenntnissen und den von Rummert erarbeiteten Grundlagen beschäftigte er sich intensiv mit den betrieblichen und fahrdynamischen Randbedingungen eines Fahrens auf elektrische Sicht und stellte das Ergebnis seiner Überlegungen in seiner Dissertation dar.
Die Arbeiten von Form wurden durch Mitarbeiter der Siemens AG begleitet, die sich ebenfalls Gedanken über die Verwendung von Linienleitern machten. Gemeinsam wurden verschiedene Entwicklungen patentiert. So wurden die Bahnunternehmen auf die Arbeiten aufmerksam. Die Deutsche Bundesbahn unterstützte das Institut durch die Bereitstellung eines Gleisabschnitts, der großformatige Experimente zuließ. Bei der Hamburger Hochbahn AG (HHA) fanden Mitte der 1960er Jahre auf einer Strecke ihres U-Bahn-Netzes Versuche statt, um Entwicklungen sowohl von Siemens als auch von AEG einzurichten und zu testen, um damit wesentliche Informationen zu gewinnen.
Die ersten Versuche der DB mit einer linienförmigen Zugbeeinflussung gehen in das Jahr 1959 zurück. Nach Übertragungsversuchen auf den Streckenabschnitten Lehrte–Wolfsburg (ab 1960), Hanau–Flieden und Laufach–Heigenbrücken fiel die Entscheidung für ein Zeit-Multiplex-Verfahren. Ein entsprechender Prototyp – entwickelt von Siemens & Halske und der Deutschen Bundesbahn – wurde im Sommer 1963 auf einem rund 20 Kilometer langen Abschnitt zwischen Forchheim und Bamberg in Versuchen bei Geschwindigkeiten von bis zu 200 km/h erprobt. Die Linienzugbeeinflussung sollte anschließend auf der Bahnstrecke Hannover–Celle und deren Fortsetzung verwendet werden. Die Versuche auf dieser Strecke dauerten bis 1964. Nachdem die ersten Betriebsversuche mit lokaler Signaltechnik durchgeführt wurden – jede LZB-Schleife umfasste nur den Bereich zwischen zwei Signalen –, wurde die Versuchsstrecke ab Frühjahr 1964 auf ein zentrales Steuerungssystem umgebaut und ab Sommer 1964 erprobt. Für diese Zusammenfassung sprach unter anderem die geringere Zahl notwendiger Steuerstellen sowie deren Unterbringung in geschützten Gebäuden, die einfachere und übersichtlichere Eingabe von Langsamfahrstellen sowie konstante und ruhige Anzeigen auf der Lok. Auf dieser Grundlage fiel die Entscheidung zur Ausrüstung der Strecke München–Augsburg mit etwa 2 km langen Leiterschleifen und ortselektiver Ortung.
Ein wesentliches Ziel der Entwicklung in der Bundesrepublik Deutschland war, die Geschwindigkeit planmäßiger Reisezüge auf 200 km/h anheben zu können. Dabei stellte sich zunächst das Problem, dass beim üblichen Abstand zwischen Vor- und Hauptsignal von 1000 m und den damals üblichen Bremssystemen (ohne Magnetschienenbremse) ein sicheres Anhalten nur bis 140 km/h sichergestellt war. Bei einer mittleren Bremsverzögerung von 0,7 m/s² lag der angenommene Bremsweg aus 200 km/h, einschließlich einer Verzögerungszeit und einer Verzögerung bis zum vollen Bremseinsatz, bei etwa 2500 Meter. Damit hätten Lokführer aus 1,5 km – auch bei ungünstigen Sichtverhältnissen – den Signalbegriff des Vorsignals erkennen müssen, um am Halt zeigenden Hauptsignal sicher anhalten zu können. Die damalige Deutsche Bundesbahn stand damit vor der Wahl, entweder zusätzliche Signale an der Strecke aufzustellen (um mehrere Abschnitte voraus zu signalisieren) oder mittels einer Führerstandssignalisierung die Stellung mehrerer vorausliegender Signale im Führerstand zusammengefasst anzuzeigen. Gegen die Anordnung eines zusätzlichen „Vor-Vorsignals“ sprach ferner eine mögliche Verwirrung durch die große Zahl der auf dicht befahrenen Strecken zu beobachtenden Signale.

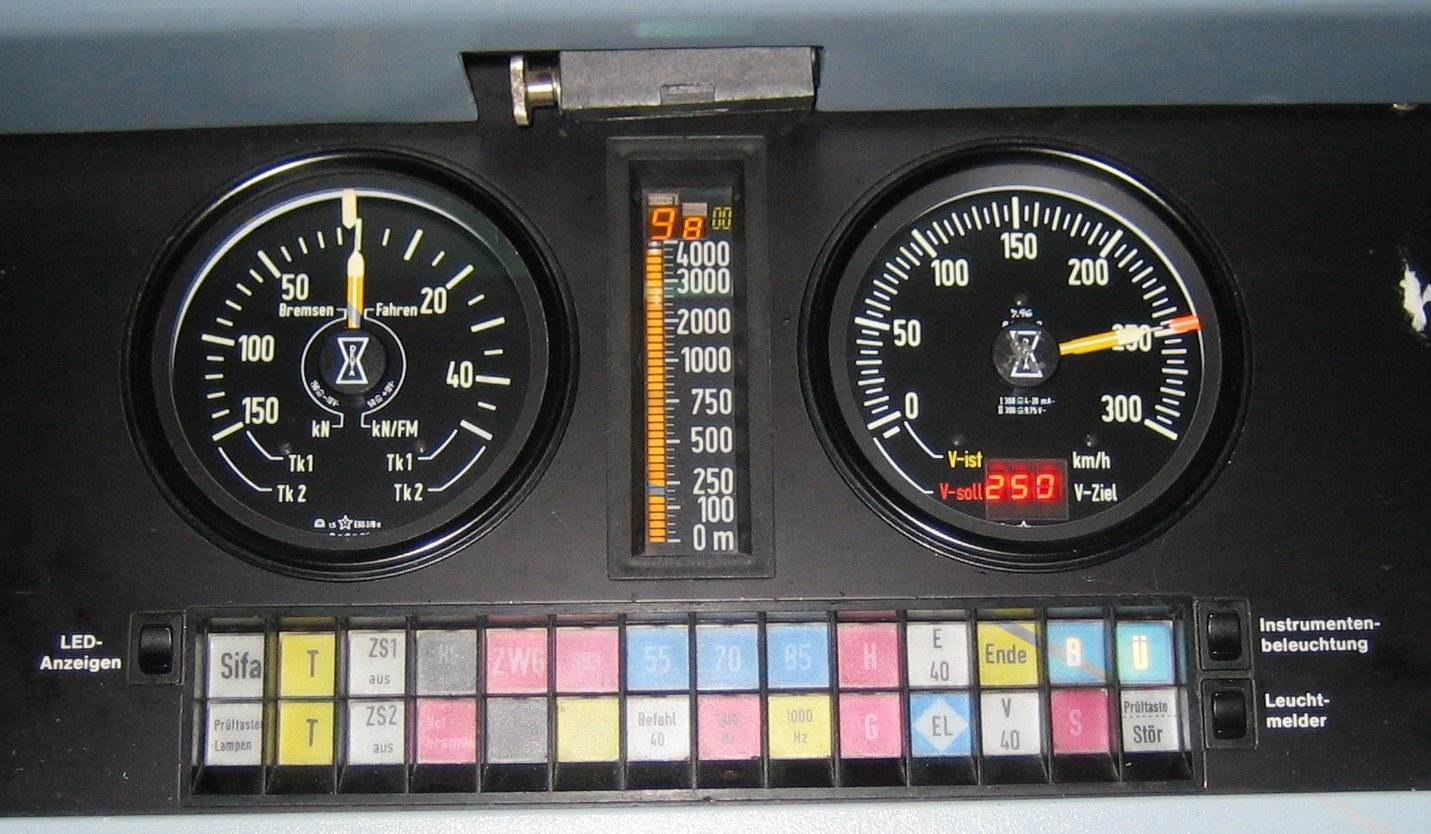
Modulare Führerraumanzeige (MFA) eines ICE 2 im LZB-Betrieb: Ist-, Soll- und Zielgeschwindigkeit liegen bei 250 km/h, die Zielentfernung bei 9800 Metern

Die Bundesbahn entschied sich nach einer eingehenden Prüfung der Mehrabschnittssignalvariante aus einer Reihe von Gründen für eine Führerstandssignalisierung:
- Da das LZB-System auf die vorhandene Signalisierung aufsetzt, war eine Schulung von Betriebspersonal, das nicht mit Schnellfahrten befasst war, nicht notwendig. Auch konnten die vorhandenen Streckensignale beibehalten und mussten nicht verändert bzw. ergänzt werden.
- Signale an der Strecke müssen in der Regel nicht mehr beachtet werden. Daher kann ein Schnellfahrbetrieb auch bei ungünstigen Witterungsbedingungen erfolgen. Darüber hinaus entfallen Gefahren, die durch das Nicht-Erkennen, unbewusste Vorbeifahren oder fehlerhafte Ablesen eines Signalbegriffs entstehen können.
- Durch die weite Vorausschau über mehrere Hauptsignale hinweg besteht, soweit es die Fahrplanlage zulässt, die Möglichkeit einer angepassten und damit energiesparenden und sanfteren Fahrweise.
- Mit der ständigen Informationsübertragung zu den Zügen kann eine unmittelbare Reaktion auf Veränderungen von Signalbegriffen erfolgen (beispielsweise bei der Rücknahme eines fahrtzeigenden Signals bei plötzlicher Betriebsgefahr).
- In der Regel können schnellfahrende Züge auf konventionellen Strecken ebenso verkehren wie konventionelle Züge auf Schnellfahrstrecken.
- Bei einem Ausfall der Führerstandssignalisierung besteht die Möglichkeit, unter dem konventionellen Signalsystem mit niedrigeren Geschwindigkeiten zu fahren.
- Während an Hauptsignalen in den 1960er Jahren (ohne die heutigen Lichtsignal-Geschwindigkeitsanzeiger) in der Regel nur die Geschwindigkeitsstufen Halt, 40 oder 60 km/h sowie freie Fahrt signalisiert werden konnten, ermöglicht die LZB Fahranweisungen in beliebigen 10-km/h-Schritten.[19]
- Die LZB ermöglicht die Unterteilung der Strecke in eine größere Zahl kleinräumigerer Blockabschnitte. Damit kann die Leistungsfähigkeit einer Strecke gesteigert werden. Bei hinreichend kleiner Blockabschnittslänge ist praktisch ein Fahren im absoluten Bremswegabstand möglich.[19]
- In Verbindung mit der Automatischen Fahr- und Bremssteuerung (AFB) ist eine halbautomatische Steuerung von Zügen möglich. Die LZB galt dabei als ein Schritt hin zu einer möglichen Vollautomatisierung des Fahrens und Bremsens.[19] Man dachte hierbei auch schon früh an mögliche Energieeinsparpotentiale durch den Einsatz der LZB.[20]

Für eine effektive Sicherung der Schnellfahrten wurde die Führerstandssignalisierung um ein neues Zugbeeinflussungssystem ergänzt, das Fahrzeuge nicht nur an den Standorten der Signale (an bestimmten Punkten, punktförmig), sondern permanent überwachte. Diese kontinuierliche (linienförmige) Übertragung verlieh der Linienzugbeeinflussung ihren Namen.
Erste Überlegungen zur Konzeption der LZB gingen dabei zunächst an eine Anzeige der Stellung der drei kommenden Hauptsignale, einschließlich Ziel-, Soll- und Istgeschwindigkeiten im Führerstand. Anschließend setzte sich die Ansicht durch, dass eine Anzeige von Zielgeschwindigkeit und Zielabstand für den Triebfahrzeugführer günstiger wäre. Verworfen wurden auch Überlegungen, Linienleiterschleifen jeweils 2,7 km vor jedem Hauptsignal beginnen zu lassen.
Zwischenzeitlich, ab Anfang der 1960er Jahre, unternahm die Deutsche Reichsbahn zwischen Schkeuditz und Großkugel Versuche mit einer linienförmigen Zugbeeinflussung, die mit kodierten Gleisstromkreisen auf einen Versuchstriebwagen übertrug. Das Projekt zeigte die prinzipielle Nutzbarkeit, es scheiterte an fehlendem rechtlichen Bedarf einer Zugbeeinflussung und den materiellen Möglichkeiten der DDR. In der Bundesrepublik liefen Mitte der 1960er Jahre verschiedene Versuchsstrecken bei den Berliner Verkehrsbetrieben, der Hamburg Hochbahn und der Münchner U-Bahn. 1964 wurde eine automatisch gesteuerte Lok bei den Rheinischen Braunkohlewerken in Betrieb genommen, 1966 eine Anlage zur Rangierloksteuerung per Linienleiter in einem Hüttenwerk.
Die von der Deutschen Bundesbahn in Zusammenarbeit mit Siemens entwickelte Frühform der linienförmigen Zugbeeinflussung ermöglichte zunächst eine elektronische Vorausschau über fünf Kilometer. Sie kam ab 1965 auf der Bahnstrecke München–Augsburg zum Einsatz. Ausgerüstet wurde der Abschnitt zwischen dem Ausfahrsignal München-Pasing (km 8,5) und Augsburg-Hochzoll (km 57,0), dabei wurden fünf Steuerstellenbereiche gebildet. Einzelne Züge fuhren auf diesem Abschnitt zur Internationalen Verkehrsausstellung 1965 täglich mit einer Spitzengeschwindigkeit von 200 km/h. Mit LZB wurde auch von 1967 bis 1969 gefahren. Von 1969 bis 1974 stand die LZB nicht zur Verfügung. Aufgrund der kurzen Vorbereitungszeit konnten 17 schienengleiche Bahnübergänge für die Versuchsfahrten nicht aufgelöst werden und wurden in die LZB einbezogen. Die Mitte der 1960er Jahre in Betrieb genommenen Streckeneinrichtungen der LZB 100 waren zunächst in 3-Phasen-MT-Technik mit elektronischen Bauelementen (Germanium-Transistoren, Ringkerne) gebaut worden. Je Stellwerk war eine LZB-Steuerstelle einzurichten. Die entsprechende Fahrzeugausrüstung wurde ebenfalls als LZB 100 bezeichnet. Nach anderen Angaben wurde die LZB 100, als zweite LZB-Generation, ab 1974 eingeführt.
Anfang der 1970er Jahre wurde die Streckeninfrastruktur auf redundante Rechnersysteme der Firma General Automation umgestellt. Die von Siemens entwickelte, sogenannte Steuerstellentechnik wurde ab 1974 sukzessive zwischen München und Donauwörth sowie zwischen Hannover und Uelzen in Betrieb genommen. Die Streckengeräte basierten auf Schaltkreisen in 3-Phasen-MT-Technik. Die Streckenabschnitte wurden mit Schieberegistern nachgebildet, die ständig entgegen der Fahrtrichtung abgefragt wurden.
Ebenfalls 1974 begann Standard Elektrik Lorenz auf der Strecke Bremen–Hamburg an Stelle von fest verdrahteten Schaltungen Prozessrechner als Zwei-von-Drei-Rechner-Systeme einzusetzen („Bauform Lorenz“ bzw. „LZB L 72“). Die Betriebserprobung wurde auf der Strecke, mit den Streckenzentralen Sagehorn und Rotenburg (Han), am 17. Juni 1974 auf einer Länge von 43 km begonnen. Zunächst fuhren bis zu zwölf fahrplanmäßige Züge unter LZB-Führung, zum Winterfahrplan 1974/1975 wurde deren Zahl auf bis zu siebzehn erhöht. Die Ausrüstungskosten der Strecke betrugen 18 Millionen DM, wovon 7 Mio. DM auf die Sicherung von 29 Bahnübergängen entfielen.
Nachdem die linienförmige Zugbeeinflussung Mitte der 1970er Jahre die Serienreife noch nicht erreicht hatte, wurde für die ersten deutschen Neubaustrecken der Einsatz des Sk-Signalsystems mit einer Höchstgeschwindigkeit von 200 km/h erwogen. Als die Zuverlässigkeit 1975 gesteigert werden konnte, wurden diese Pläne verworfen. Die ab Oktober 1975 erprobte linienförmige Zugbeeinflussung wurde schließlich im Dezember 1978 für serienreif erklärt. Der Anteil der LZB-Ausfälle, gemessen an den zurückgelegten Streckenkilometern, lag bei etwa 1,5 Prozent. Die LZB wurde, auch in Zusammenarbeit mit den Schweizerischen Bundesbahnen, weiterentwickelt. So fanden in den Jahren 1977 bis 1979 auf der Strecke Bremen–Hamburg, sowie zwischen Lavorgo und Bodio auf der Gotthardbahn quantitative Zuverlässigkeitsuntersuchungen des Gesamtsystems statt. Die Ausfallraten (λ) der fahrzeugseitigen (pro Zug und Kilometer) und streckenseitigen Teile (pro Zentrale und Stunde, bzw. pro Kilometer und Stunde für den eigentlichen Linienleiter) lagen dabei im Bereich 10−3 bis 10−4. Sie differierten aufgrund der unterschiedlichen Entwicklungsstände zwischen den deutschen und Schweizer Systemvarianten allerdings bei einzelnen Teilsystemen deutlich. Eine Auswertung für das Jahr 1978 zeigte, dass typischerweise rund 1,7 Prozent der LZB-Zugkilometer aufgrund von Fahrzeugstörungen nicht unter LZB-Führung gefahren werden konnten. Eine Auswertung für die Strecke Hamburg–Bremen zeigte darüber hinaus, dass rund 0,5 Prozent der LZB-km aufgrund streckenseitiger Störungen nicht in LZB-Führung gefahren werden konnten. Etwa alle 6000 Stunden kam es zu einer LZB-Rechner-Störung, die einzelnen Teile der Anlage sollten nach einer Vollinspektion mit hoher Wahrscheinlichkeit ein halbes bis ein Jahr störungsfrei laufen. Bei den einzelnen Abschnitten des Linienleiters wurde mit einem Störungsabstand von drei bis sechs Monaten gerechnet.
Zum Fahrplanwechsel im Mai 1978 war der LZB-Betrieb mit 200 km/h auf den Streckenabschnitten München–Augsburg–Donauwörth, Hannover–Uelzen und Hamburg–Bremen auf insgesamt 170 von 260 Kilometern mit LZB ausgerüsteten Streckenkilometern aufgenommen worden.
Ende März 1982 genehmigte der Entwicklungsausschuss der damaligen Deutschen Bundesbahn die Beschaffung von acht Prototyp-Fahrzeuggeräten LZB 80. Die LZB 80 gilt als dritte Generation der LZB und wurde ab 1984 eingeführt.
Im Jahr 1980 waren bei der Deutschen Bundesbahn rund 150 Lokomotiven der Baureihe 103, drei Triebzüge der Baureihe 403 sowie 140 Triebzüge der Baureihe 420 mit LZB ausgerüstet.
Bis in die 1980er Jahre hinein bildete die LZB nur die bestehende Infrastruktur (ortsfeste Signale) ab. Die dahinter stehende Infrastruktur (z. B. Stellwerke, Streckenblock) wurde unverändert beibehalten. Abgesehen von den mit LZB möglichen Schnellfahrten wurden Fahrzeuge ohne LZB-Ausrüstung blocktechnisch gleich behandelt: Beide befuhren Blockabschnitte gleicher Größe, die jeweils von ortsfesten Licht- oder Formsignalen gedeckt wurden. Die ortsfesten Signale haben dabei Vorrang vor den Anzeigen der LZB. In der damaligen Fahrdienstvorschrift war das Verfahren als Betriebsverfahren LZB mit Signalvorrang definiert.
Die Fahrzeugsoftware war zunächst noch in Assembler geschrieben und wurde Anfang der 1990er Jahre auf Pascal umgestellt.

### Umsetzung in Deutschland

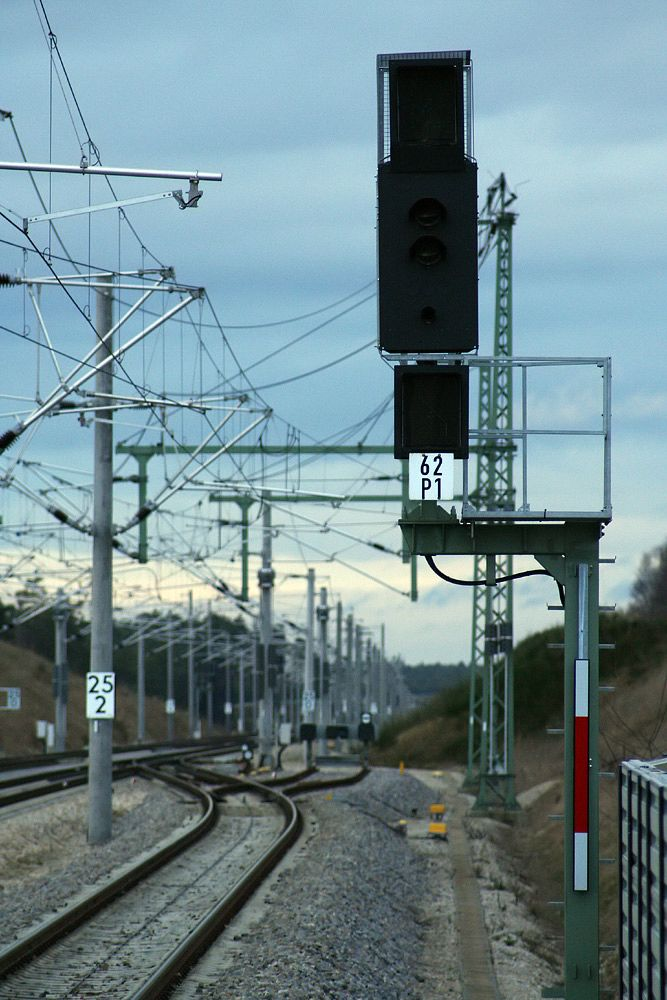
Dunkelgeschaltetes Ks-Signal im Bahnhof Allersberg

Die zwischen 1987 und 1991 in Betrieb genommenen Neubaustrecken Hannover–Würzburg und Mannheim–Stuttgart wiesen erstmals eine unterschiedliche Blockteilung auf: Ortsfeste Lichtsignale deckten hier nur noch Gefahrenpunkte (insbesondere Bahnhöfe und Überleitstellen), während auf der dazwischen liegenden Freien Strecke (auf einer Länge von bis zu etwa 7 km) keine Blocksignale aufgestellt wurden. Während „nicht LZB-geführte Züge“ nur mit einem fahrtzeigenden Lichtsignal in den folgenden Blockabschnitt einfahren konnten (sogenannter Ganzblockmodus), war die freie Strecke in LZB-Blockabschnitte von etwa 2500 Metern Länge unterteilt (sogenannter Teilblockmodus). Fährt ein LZB-geführter Zug dabei in einen freien LZB-Blockabschnitt ein, dessen zugehöriger H/V-Blockabschnitt noch nicht frei ist, wird das deckende Lichtsignal dunkelgeschaltet. Die Teilblockabschnittsgrenzen werden durch Blockkennzeichen gekennzeichnet. Die Gleisfreimeldung entspricht jedoch den Teilblockabschnitten. An den Tafeln ist, vergleichbar mit realen Blocksignalen, zu halten, wenn das wegen zu geringem Abstand zum vorgelegenen Zug vorgeben wird.
Darüber hinaus wird die Dunkelschaltung in der LZB-Version CIR-ELKE auch benutzt, wenn ein Widerspruch zwischen der LZB-Vorgabe und der örtlich signalisierten Geschwindigkeit besteht. Da eine am Signal herabgesetzte Geschwindigkeit bei einem anschließenden Weichenbereich vom Standort des Signals bis zum Ende des gesamten Bereichs gilt, CIR-ELKE und ETCS hingegen die Geschwindigkeit nur auf den entsprechenden Streckenelementen (z. B. nur den abzweigenden Weichen des Weichenbereichs) einschränken, werden Signale bei dieser Diskrepanz ebenfalls dunkelgeschaltet.

Erstmals kam dieses Betriebsverfahren LZB-Führung mit Vorrang der Führerraumsignale vor den Signalen am Fahrweg und dem Fahrplan – in der Fahrdienstvorschrift als LZB-Führung bezeichnet – ab Mai 1988 mit Eröffnung des Teilabschnittes Fulda–Würzburg zum Einsatz. Auf den sechs übrigen LZB-Abschnitten in Deutschland hatten aus technischen Gründen zunächst weiterhin Fahrplan und die Signale am Fahrweg Vorrang vor der LZB. Auf diesen Streckenabschnitten kam der LZB zunächst eine Vorsignalfunktion zu, um die notwendigen Bremswege bei Geschwindigkeiten über 160 km/h zu schaffen. Die LZB wurde damit von einem Overlay-System zum primären Signalisierungssystem. Blockabschnitte konnten damit auch ohne ortsfeste Signale gebildet werden. An die Stelle von Blocksignalen traten LZB-Blockkennzeichen. Mit der EBO-Änderung von Juni 1991 wurde die Möglichkeit, mit Systemen wie der LZB auf konventionelle Vor- und Hauptsignale zu verzichten, nachgezogen.
In den folgenden Jahren wurden auch die alten LZB-100-Streckeneinrichtungen auf rechnergestützte Zwei-von-drei-Rechner-Systeme der Bauart LZB L72 für das neue Verfahren umgerüstet. Die mikroprozessorgestützte Fahrzeugeinrichtung LZB 80 war 1987 serienreif geworden und wurde fahrzeugseitig zunächst in die Lokomotiven der Baureihe 103 eingebaut, später in die der Reihe 120 und die ICE 1. Streckenseitig konnte aus einer LZB-L72-Zentrale ein 50 bis 100 Kilometer langer Abschnitt einer zweigleisigen Strecke gesteuert werden. Durch die redundante zwei-von-drei-Rechner-Technik konnte auch die Zuverlässigkeit der Streckeneinrichtung deutlich gesteigert werden.
Durch den Teilblockmodus konnten allein zwischen Fulda und Würzburg 120 Blocksignale im Umfang von rund zehn Millionen D-Mark eingespart werden. Pläne, im Rahmen eines universellen 40-GHz-Funksystems für die ersten beiden deutschen Neubaustrecken auch die Linienzugbeeinflussung auf Funkübertragung umzustellen, wurden Ende der 1980er Jahre verworfen.
Die Gleismagnete der punktförmigen Zugbeeinflussung zur Zwangsbremsung bei nicht beachteten Signalen bleiben bei dunkelgeschalteten Signalen wirksam und die Fahrzeugeinrichtung nimmt die Beeinflussungen auch auf, ihre Wirkung wird jedoch beim Vorliegen von Führungsgrößen verworfen. Durch das Weglassen konventioneller Blocksignale konnten auf den Strecken Hannover–Würzburg und Mannheim–Stuttgart über 30 Millionen DM Investitionskosten gespart werden. In den ersten Wochen des ICE-Betriebs wurden 1991 bis zu 19 LZB-Störungen je 100.000 Zugkilometer registriert. Dieser Wert ging bis Anfang 1992 auf wenige Störungen je 100.000 km zurück.
Alle weiteren deutschen Neubaustrecken wurden in gleicher Weise ausgerüstet; zusätzliche Blockstellen mit Lichtsignalen wurden nur noch in Einzelfällen eingerichtet (Fahren auf elektronische Signalsicht mit wenigen Signalen). Weitere Entwicklungsstufen mit vollständigem Verzicht auf ortsfeste Signale (Fahren auf elektronische Signalsicht ohne Signale) sowie das Fahren auf elektronische Sicht im absoluten Bremswegabstand wurden nicht umgesetzt. 1990 wurde das Betriebsverfahren LZB-Führung mit Vorrang der Führerraumsignale vor den Signalen am Fahrweg und dem Fahrplan auf allen LZB-Strecken eingeführt. In den 1990er Jahren wurde eine Reihe von funktionalen Weiterentwicklungen der LZB diskutiert, beispielsweise Rangieren unter LZB, die Erteilung von frühzeitigen Abfahraufträgen für Güterzüge (ab Zulässigkeit der Fahrstraße) sowie die Wiederaufnahme in die LZB an jedem beliebigen Punkt.
In den 1970er Jahren lag die Voraussicht auf die Strecke bei bis zu fünf Kilometern. Vor Inbetriebnahme der ersten Neubaustrecken (bis 280 km/h und 12,5 ‰ Gefälle) war in den 1980er Jahren eine Weiterentwicklung zur mikroprozessorgestützen LZB 80 erforderlich. Die Voraussicht wurde dabei auf 10 km erhöht. Im Netz der Deutschen Bahn liegt sie heute bei einer eingestellten Fahrzeughöchstgeschwindigkeit von 200 km/h typischerweise bei 7 km, zwischen 230 und 280 km/h bei 10 km sowie 13 km bei 300 km/h.
Anfang der 1990er Jahre hatte die LZB eine Verfügbarkeit, gemessen an der Zahl der zurückgelegten Streckenkilometer, von mehr als 99,9 Prozent erreicht. Mitte der 1990er Jahre wurde die LZB 80/16, basierend auf 16-Bit-Prozessoren und einer Software in Hochsprache, eingeführt. Im weiteren Verlauf wurden zunehmend mehr Fahrzeuge mit LZB ausgerüstet und die LZB per Systemumschaltung in Mehrsystemfahrzeuge integriert.

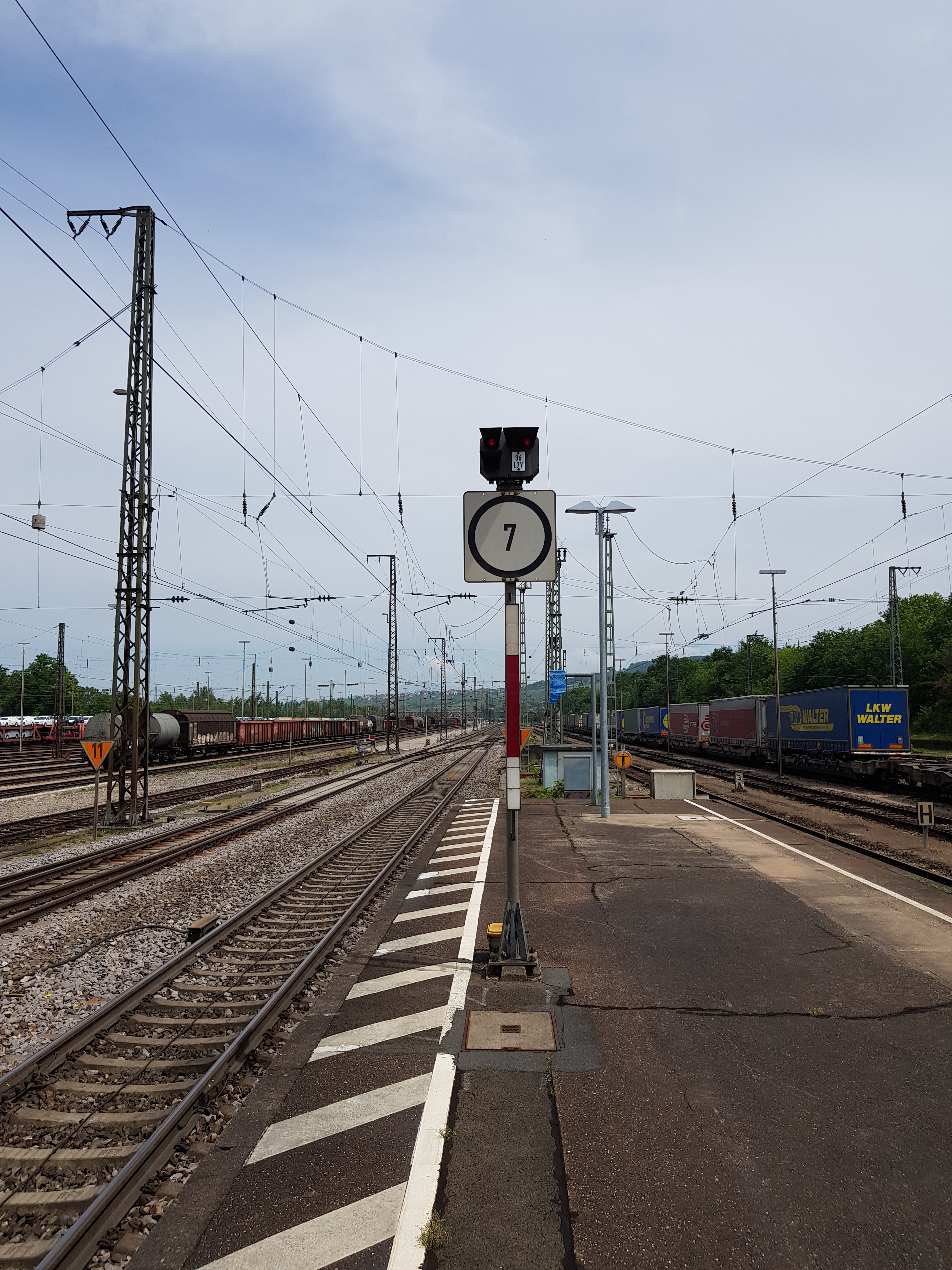
LZB-Blockkennzeichen an einem Lichtsperrsignal im Bahnhof Weil am Rhein. Durch derartige LZB-Blockabschnitte kann ein konventioneller Zugfolgeabschnitt in nahezu beliebig kurze Abschnitte unterteilt und die Zugfolge damit verkürzt werden.

2002 hatte die Deutsche Bahn 1870 km Strecken und 1700 führende Fahrzeuge mit LZB in Betrieb. Daneben waren eine Reihe von Fahrzeugen ausländischer Bahnen mit LZB für den Verkehr in Deutschland ausgerüstet.
Um 2007 wurde mit der LZB-Fahrzeugeinrichtung LZB 80E eine Weiterentwicklung der LZB 80/16 eingeführt.
2009 hatte die Bundesnetzagentur den Wunsch der DB abgelehnt, auf der Oberrheinstrecke alle Züge ohne CIR-ELKE-II-LZB auszuschließen oder nachrangig zu behandeln. Sie begründete dies mit nur marginalen Kapazitätsgewinnen und Unangemessenheit des Ausschlusses einiger Wettbewerber, zumal bei einem konkreten Konflikt schnellere, weniger Kapazität verbrauchende Züge ohnehin über die Priorisierung bei der Trassenvergabe zum Zuge kommen dürften. Die Frage, ob die Ausrüstung führender Fahrzeuge mit Linienzugbeeinflussung als Netzzugangskriterium für die Neubaustrecke Nürnberg–Ingolstadt festgelegt werden kann, war von August 2011 bis Juni 2012 Gegenstand einer Auseinandersetzung zwischen DB Netz und Bundesnetzagentur. Das Oberverwaltungsgericht für das Land Nordrhein-Westfalen gab letztlich der Rechtsauffassung der DB statt und erlaubte ein entsprechendes Kriterium. Für einen als überlasteten Schienenweg geltenden Teil der Schnellfahrstrecke Hannover–Berlin sollen Trassenanmeldungen für nicht LZB-geführte Züge zukünftig nachrangig behandelt werden.
Triebfahrzeuge auf LZB-Strecken in Deutschland müssen heute mindestens CIR-ELKE-I-fähig sein, da mit der Hochrüstung 2024 aller deutschen LZB-Strecken auf CIR-ELKE abgeschlossen wurde. Ein LZB-Nothalt steht damit nicht mehr zur Verfügung.

### Umsetzung in Österreich
Da in Österreich die vollständige Signalisierung samt Blockabschnitte erhalten blieb, zeigen die Signale in Österreich auch bei LZB-Fahrt Fahrtbegriffe an. Ein Signal, das nicht explizit Fahrt oder Fahrverbot aufgehoben anzeigt, entspricht nach den bestehenden österreichischen Bestimmungen einem haltzeigenden Signal und löst eine Zwangsbremsung aus.

### Überlegungen zur Funk-Zugbeeinflussung
Bereits Ende der 1970er Jahre wurde im Rahmen eines vom deutschen Bundesministerium für Forschung und Technologie geförderten Projektes die Möglichkeit untersucht, die Informationen der LZB per Funk zu übertragen (unter anderem im Bereich von 40 GHz). Die Untersuchungen waren zu dem Ergebnis gekommen, dass eine Umsetzung zu damaliger Zeit nicht wirtschaftlich war. Darüber hinaus blieb offen, wie die durch die Leiterschleifen ermöglichte Ortung bei einem Funksystem umgesetzt werden würde. Untersucht wurden verschiedene Möglichkeiten, beispielsweise eine Messung der Laufzeit der Funksignale, Satellitennavigation oder Datenpunkte im Gleis. Anfang der 1990er Jahre folgte eine zweijährige, durch das Forschungsministerium und den Senat von Berlin finanzierte Studie, in der die Mobilfunktechnik GSM als Basis für die Entwicklung eines Funksystems für die Bahn ausgewählt wurde.
Das heute von der EU zur Einführung vorgeschriebene europaweit einheitliche Zugbeeinflussungssystem ETCS führt die Entwicklungen der zuvor in Deutschland erprobten Funkzugbeeinflussung weiter. Ab der Ausbaustufe „ETCS Level 2“ werden die Daten zum Fahren auf elektronische Signalsicht mit der GSM-Variante GSM-R zwischen Fahrzeug und Streckenzentrale ausgetauscht. Zur sicheren Ortsbestimmung werden im Gleis installierte Eurobalisen (Datenpunkte) verwendet.

### Entwicklungsschritte
Die folgende Tabelle gibt einen Überblick über die wichtigsten Entwicklungsschritte der LZB:
| Daten     | Beschreibung                                                                                                  | Steuerung / Länge     |
| --------- | --- | --------------------- |
| 1963      | Testfahrten auf der Strecke Forchheim–Bamberg                                                                 |                       |
| 1965      | 200-km/h-Präsentationsfahrten auf der Strecke München–Augsburg mit der Baureihe 103.0                         |                       |
| 1965–1974 | Entwicklung und Sicherheitsnachweis                                                                           |                       |
| 1974–1976 | Betriebserprobung auf der Strecke Bremen–Hamburg                                                              | 3 Zentralen / 90 km   |
| 1976      | Ausbau der Strecke Hamm–Gütersloh                                                                             |                       |
| 1978–1980 | S-Bahn-Pilotprojekt in Madrid (Renfe)                                                                         | 1 Zentrale / 28 km    |
| 1980–1985 | Serienausrüstung bei der Deutschen Bundesbahn                                                                 | 7 Zentralen / 309 km  |
| 1987      | Betriebsbeginn auf den Neubaustrecken Fulda–Würzburg und Mannheim–Hockenheim                                  | 4 Zentralen / 125 km  |
| 1987      | Beschluss der Österreichischen Bundesbahnen zur Einführung von LZB                                            |                       |
| 1988–1990 | Weitere Ausbaustrecken bei der DB                                                                             | 2 Zentralen / 190 km  |
| 1991      | Inbetriebnahme Neubaustrecken Hannover–Fulda und Mannheim–Stuttgart und weiterer Ausbaustrecken               | 10 Zentralen / 488 km |
| 1992      | Neubaustrecke Madrid–Córdoba–Sevilla (RENFE) zur Weltausstellung in Sevilla                                   | 8 Zentralen / 480 km  |
| 1992      | Erster Abschnitt der Strecke Wien–Salzburg bei der ÖBB                                                        | 1 Zentrale / 30 km    |
| 1995      | Inbetriebnahme S-Bahn-Linie Cercanias C5 Madrid                                                               | 2 Zentralen / 45 km   |
| 1998      | Inbetriebnahme Neubaustrecke Hannover–Wolfsburg–Berlin und Ausbaustrecke Würzburg–Nürnberg mit ESTW-Koppelung | 6 Zentralen           |
| 1999      | Inbetriebnahme CIR-ELKE-Pilotstrecke Offenburg–Basel mit CE1-Systemsoftware                                   | 4 Zentralen           |
| 2001      | Inbetriebnahme CIR-ELKE-Pilotstrecke Achern                                                                   | 1 Zentrale            |
| 2002      | Inbetriebnahme Schnellfahrstrecke Köln–Rhein/Main (CE2-Software mit Weichenausdehnung)                        | 4 Zentralen           |
| 2003      | Inbetriebnahme Ausbaustrecke Köln–Düren(–Aachen) (CE2-Software auf ABS)                                       | 1 Zentrale / 40 km    |
| 2004      | Inbetriebnahme Ausbaustrecke Hamburg–Berlin (CE2-Software auf ABS)                                            | 5 Zentralen           |
| 2004      | Inbetriebnahme S-Bahn München (CE2-Software mit teils stark verkürzten Blockabständen (bis zu 50 m))          | 1 Zentrale            |
| 2006      | Inbetriebnahme Ausbaustrecke Berlin–Halle/Leipzig (CE2-Software in ETCS-Doppelausrüstung)                     | 4 Zentralen           |
| 2006      | Inbetriebnahme Schnellfahrstrecke Nürnberg–Ingolstadt (CE2-Software mit Weichenausdehnung)                    | 2 Zentralen           |

Verschiedene Überlegungen, im Sinne einer vorausschauenden, konfliktvermeidenden Fahrweise über die LZB auch Geschwindigkeiten unterhalb der sicherheitsrelevanten Beschränkungen zu signalisieren, wurden nicht umgesetzt.

### Fehlfunktionen
Obwohl das LZB-System als sehr sicheres Zugbeeinflussungssystem gilt, ereigneten sich unter LZB einige gefährliche Ereignisse:
- Am 29. Juni 2001 ereignete sich auf der Bahnstrecke Leipzig–Dresden im Bahnhof Oschatz beinahe ein Unfall. Per LZB wurde dem Lokführer des ICE 1652 auf der Fahrt von Dresden nach Leipzig wegen einer Signalstörung in Dahlen für den Wechsel in das Gegengleis auf dem Westkopf des Bahnhofs Oschatz eine Geschwindigkeit von 180 km/h signalisiert, obwohl die Weichenverbindung nur mit 100 km/h befahren werden darf. Der Triebfahrzeugführer erkannte die abzweigend gestellten Weichen und bremste noch auf 170 km/h herunter. Der Zug entgleiste nicht, fuhr noch bis Leipzig Hbf weiter und wurde dort untersucht. Nachdem ein Interregio am selben Tag ebenfalls Probleme mit der LZB hatte, wurde diese vorübergehend außer Betrieb genommen.[58] Aufgrund eines Fehlers im Abgleich von LZB- und ESTW-Daten kannte die LZB-Streckenzentrale die Geschwindigkeitseinschränkung nicht.
- Am 17. November 2001 kam es in Bienenbüttel (Bahnstrecke Lehrte–Hamburg-Harburg) zu einem Beinahe-Unfall. Der Lokführer des ICE 91 Hamburg–Wien sollte einen liegengebliebenen Güterzug im Gegengleis überholen. Dabei befuhr er eine für 80 km/h zugelassene Weichenverbindung mit 185 km/h, ohne zu entgleisen. Als Ursache wird die fehlerhafte Ausführung einer Schaltungsänderung im Stellwerk vermutet, die bei einer Anhebung der Überleitgeschwindigkeit von 60 auf 80 km/h stattfand. Bei 60 km/h wird im Netz der ehemaligen Deutschen Bundesbahn bei Anwendung des H/V-Signalsystems der Signalbegriff Langsamfahrt erwarten zusammen mit einem Geschwindigkeitsanzeiger angezeigt. Bei Ausfall des Geschwindigkeitsanzeigers wird nur noch Langsamfahrt erwarten alleine angezeigt und damit reduzierte Geschwindigkeit von 40 km/h signalisiert. Dadurch ist in diesem Fall keine zusätzliche Überwachung des Geschwindigkeitsanzeigers notwendig. Bei einer Überleitgeschwindigkeit von 80 km/h wird der Signalbegriff Fahrt erwarten zusammen mit dem Geschwindigkeitsanzeiger angezeigt. Fällt in diesem Fall der Geschwindigkeitsanzeiger aus, würde ohne zusätzliche Abhängigkeit die Streckenhöchstgeschwindigkeit gelten. Daher ist ab 80 km/h zwingend die Überwachung des Geschwindigkeitsanzeigers notwendig. Aufgrund des Fehlens dieser Abhängigkeit, die die Anschaltung des Fahrtbegriffes nur beim korrekten Leuchten des Geschwindigkeitsanzeigers ermöglicht, wurde an diesem Tag fälschlicherweise die für gerade Durchfahrten zugelassene Geschwindigkeit von 200 km/h statt der abzweigend zugelassenen 80 km/h per LZB an den Zug übermittelt, da die LZB-Streckenzentrale die Signalbilder der Lichtsignale zur Ermittlung der Führungsgrößen abgreift.[58] Als Sofortmaßnahme untersagte DB Netz LZB-geführte Fahrten im Gegengleis. Als zwei Tage später ein Triebfahrzeugführer mit nicht plausiblen Führungsgrößen an ein haltzeigendes Signal herangeführt wurde, wurde die betroffene LZB-Zentrale Celle vorübergehend außer Betrieb genommen und überprüft.[59] Die Auswertung der PZB-Registrierung des Fahrzeugs ergab, dass keine Beeinflussung (1000/2000 Hz) registriert wurde.
- Am 9. April 2002 kam es auf der Schnellfahrstrecke Hannover–Berlin zu einem Beinahe-Zusammenstoß. Nachdem in Fallersleben der Rechner der LZB-Streckenzentrale ausgefallen war, kamen auf beiden Streckengleisen jeweils zwei Züge in einem Blockabschnitt (Teilblockmodus) zum Halten. Beim Hochfahren des Rechners wurde dabei dem jeweils hinteren Zug eine Geschwindigkeit von 160 km/h signalisiert, dem vorderen jeweils 0 km/h. Einer der beiden nachfahrenden Lokführer sah den vor ihm stehenden Zug, der andere fragte sicherheitshalber in der Betriebszentrale an, die ihn vor Abfahrt warnte. Infolge des Vorfalls erließen DB Cargo und DB Personenverkehr am 11. April eine Weisung an ihre Triebfahrzeugführer, mit der besondere Vorsichtsmaßnahmen bei LZB-Ausfall im Teilblockmodus angeordnet wurden. Als Ursache gilt ein Softwarefehler.[60]

## Komponenten und Aufbau
Für einen LZB-Betrieb müssen sowohl die Strecke als auch das Triebfahrzeug oder auch der Steuerwagen für LZB ausgerüstet sein. Dazu werden die im Folgenden beschriebenen Komponenten benötigt.

### Streckeneinrichtungen

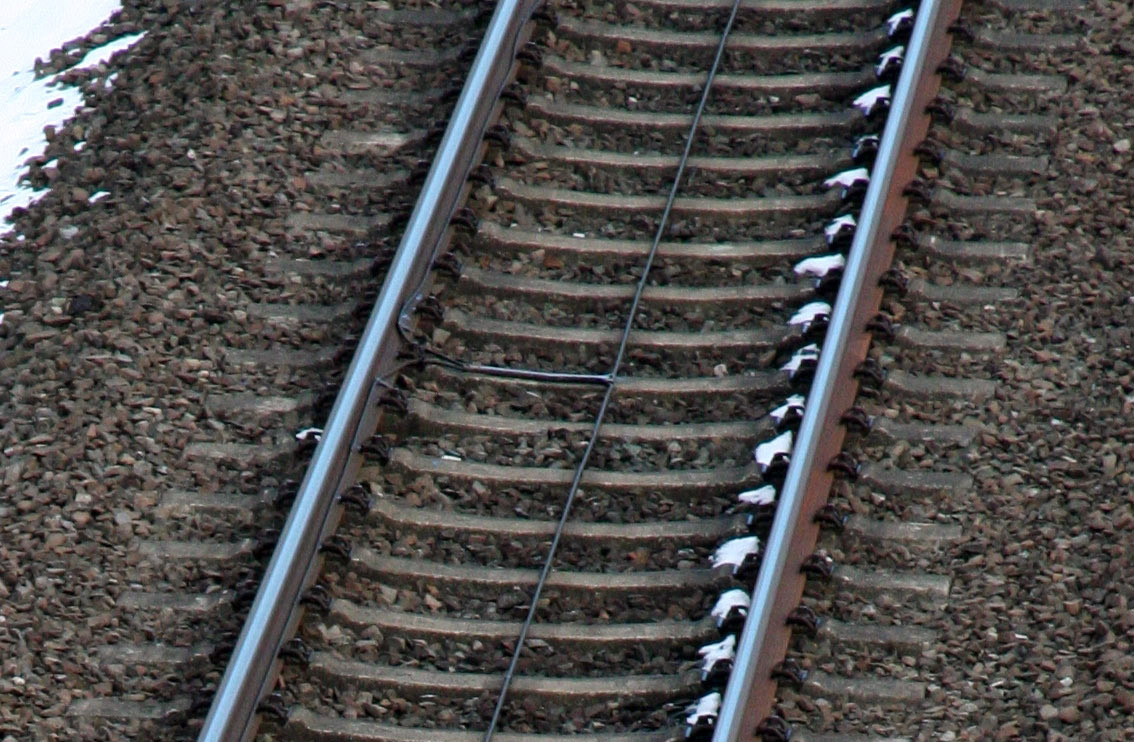
Linienleiter im Gleis

#### Linienleiterverlegung

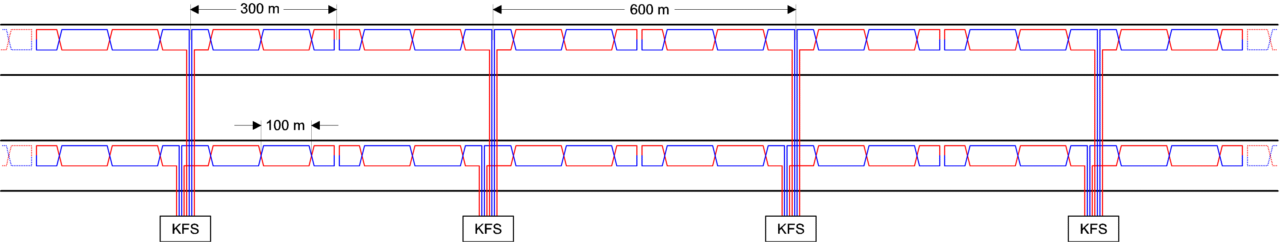
Linienleiterverlegung in Kurzschleifen

Für die Übertragung zwischen Fahrzeug und Streckenzentrale verwendet die LZB einen im Gleis verlegten Linienleiter. Der Bereich, in dem dieselbe Information übertragen wird, heißt Schleifenbereich.
Der Linienleiter wird in Schleifen verlegt. Dabei wird ein Strang in Gleismitte, der andere im Schienenfuß verlegt. Nach 100 Metern werden die Stränge getauscht (gekreuzt), an dieser Stelle ändert sich die Phasenlage des Signals um 180°. Dies eliminiert elektrische Störungen und wird vom Fahrzeug zur Ortung genutzt. Das Fahrzeuggerät erkennt durch zwei aktive Antennen die Phasensprünge. Diese Orte werden auch als Kreuzungsstellen oder 100-m-Punkte bezeichnet. Maximal können 126 Kreuzungsstellen in einem Schleifenbereich vorhanden sein, wodurch sich dieser in maximal 127 Fahrorte teilt und sich somit eine maximale Länge von 12,7 km pro Schleifenbereich ergibt. In Gleismitte wird das Linienleiterkabel auf jeder zweiten Schwelle von einem Kunststoffclip gehalten, im Schienenfuß durch je eine Schienenfußklammer alle 25 Meter. Die Kreuzungsstellen, Schleifenenden und Einspeisestellen werden insbesondere zum Schutz vor Beschädigungen durch Baumaschinen mit Profilblechen abgedeckt. Einspeisestellen und Schleifenenden liegen in der Regel zwischen zwei Kreuzungsstellen, damit werden beim Ausfall einer Kurzschleife im Regelfall nur drei Kreuzungsstellen nicht erkannt.
Kurzschleifentechnik
Bei der Kurzschleifentechnik werden die Schleifenbereiche in einzelnen Schleifen von maximal 300 Meter Länge verlegt. Die Speisung der Kurzschleifen erfolgt parallel, so dass in einem Schleifenbereich in allen Kurzschleifen die gleiche Information übertragen wird. Die Verbindung zwischen Fernspeisegerät und Streckenzentrale wird über vier Adern eines sternviererverseilten Signalkabels hergestellt, an dem alle Speisegeräte eines Schleifenbereichs angeschlossen werden.
Der Vorteil der Kurzschleifentechnik ist die höhere Ausfallsicherheit. Bei einer Unterbrechung des Linienleiters fällt maximal ein 300 Meter langes Teilstück mit drei Kreuzungsstellen aus. Diese Unterbrechung kann vom Fahrzeug überbrückt werden. Die Kurzschleifenfernspeisegeräte werden über ein zusätzliches Stromversorgungskabel mit einer Versorgungswechselspannung von 750 Volt gespeist.
Langschleifentechnik
Der Schleifenbereich besteht aus einer einzigen Schleife, die von einem Fernspeisegerät gespeist wird. Dieses ist ungefähr in der Schleifenmitte positioniert. Die Verbindung zur Streckenzentrale wird ebenfalls mit vier Adern eines sternviererverseilten Signalkabels hergestellt. Nachteil dieser Verlegeart ist, dass bei einem Ausfall des Fernspeisegerätes oder der Unterbrechung des Linienleiters der ganze Schleifenbereich ausfällt und die Ortung der Fehlerstelle nur durch Absuchen des gesamten Schleifenbereiches möglich ist. Außerdem fällt die linienförmige Zugbeeinflussung im gesamten Schleifenbereich aus. Aus diesem Grund werden Langschleifen nicht mehr eingebaut, vorhandene Langschleifenbereiche wurden auf Kurzschleifentechnik umgerüstet.

#### Topologie

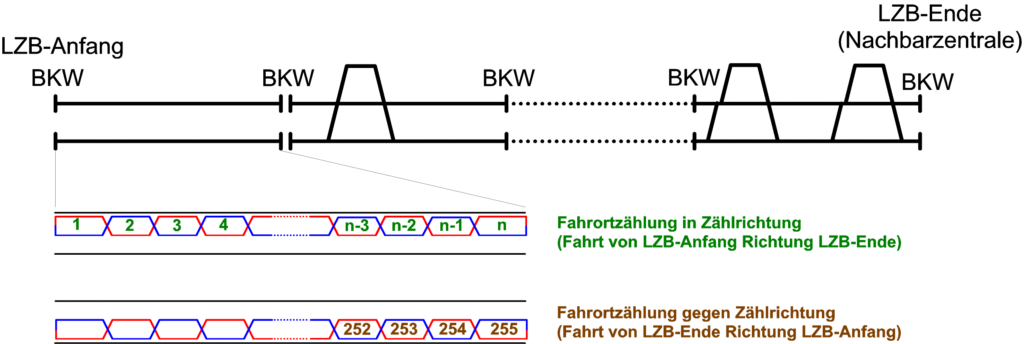
Topologie einer LZB-Zentrale

Für die Ausrüstung einer Strecke mit LZB stehen pro Streckenzentrale 16 Schleifenbereiche zur Verfügung. Den Wechsel eines Schleifenbereichs zeigt der Bereichkennungswechsel (BKW). Die Schleifenbereiche können je nach Streckengegebenheiten parallel und/oder hintereinander angeordnet werden. Für jedes mit LZB ausgerüstete Überholgleis wird bei LZB L72 ein eigener Schleifenbereich benötigt. Wenn Schleifenbereichsnummern aufgrund der auszurüstenden Streckenlänge knapp waren, wurde deshalb häufig auf die Ausrüstung von Überholgleisen verzichtet. Ab L72 CE kann der Verbrauch an Schleifenbereichsnummern reduziert werden: Der Schleifenbereich eines Überholgleises kann in Überholgleisen von Nachbarbahnhöfen fortgeführt werden, sofern die maximale Schleifenlänge von 12,7 km noch nicht ausgeschöpft wurde.
Rein theoretisch können mit einer Streckenzentrale 101,6 km zweigleisige Strecke (ohne Überholungen) ausgerüstet werden. Bei Bedarf werden weitere Streckenzentralen eingesetzt. Benachbarte Streckenzentralen heißen Nachbarzentralen.

#### Streckengeräte

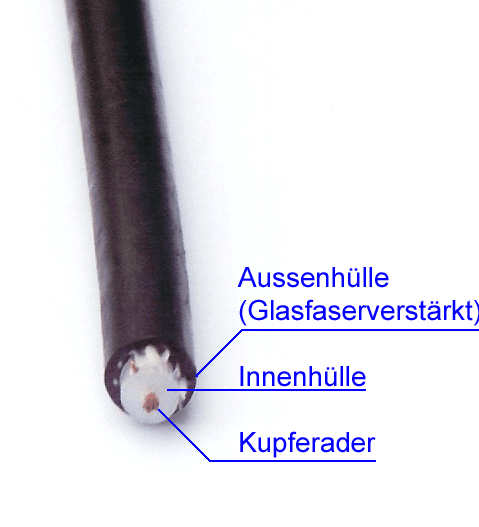
Linienleiterkabel

Streckenseitig werden im Wesentlichen folgende Einrichtungen benötigt:
- LZB-Streckenzentrale: Der Kern der LZB-Streckenzentrale besteht aus einem zwei-aus-drei-Rechnersystem, das die Fahrbefehle für die Fahrzeuge berechnet. Über spezielle Modemverbindungen wird die Verbindung zwischen Fernspeisegeräten, Nachbarzentralen und Stellwerken unterhalten. Die Übertragung der Information erfolgt auf dem Informationskabel, in dem je Übertragungskanal (Schleifen, Nachbarzentralen, Stellwerke) ein Kabelvierer (je zwei Adern für Richtung Zentrale → Geräte bzw. Geräte → Zentrale) vorhanden ist. Die Verbindung zu Elektronischen Stellwerken (ESTW) erfolgt über eine LAN-Koppelung.
  - Zur Anbindung der LZB an Elektronische Stellwerke wurden ab 1993 LANCOP-1-Koppelrechner entwickelt, die auf Grundlage der OSI-konformen Protokollbasis MAP 3.0 und MMS das CirNet-Übertragungsprotokoll realisierten. Damit wurde eine Verbindung zwischen ESTW und (mittels paralleler Schnittstelle) LZB-Rechnern hergestellt. Diese Rechner haben eine weite Verbreitung erfahren.[29][61]  
  - In den 2000er Jahren wurden die LANCOP-2-Rechner entwickelt. Auf der Grundlage von LAN, des IP-Protokolls und des Betriebssystems SELMIS wurde eine serielle Schnittstelle zum LZB-Rechner bereitgestellt. Für diese LZB-seitig nur mit CIR-ELKE nutzbare Schnittstelle erhielten LZB-Rechner eine beschleunigte serielle Schnittstelle mit 38 400 Baud. Wesentliche Ziele der Weiterentwicklung waren neben einer technischen Modernisierung auch gesteigerte Anforderungen an Verfügbarkeit, geringere Signalverarbeitungszeiten und der Wunsch, mehrere Zugsicherungssysteme anbinden zu können. Mit dieser Schnittstelle können auch ETCS-Zentralen angebunden werden. Über die LAN-Kopplung werden dabei von den ESTW zur LZB- bzw. ETCS-Zentrale Elementzustände (Weichen, Signale) übermittelt und in Gegenrichtung fahrtabhängige Steuerkommandos übermittelt. Damit einhergehend wurde zwischen der Deutschen Bahn, Alcatel und Siemens SAHARA („Safe, Highly Available and Redundant“) als Standard-Schnittstelle für Zugsicherung definiert. Das Protokoll definiert zwischen der Anwendungs- und der Transportschicht des OSI-Modells eine Sicherheits- und Sendewiederholungs- sowie eine Redundanzschicht. Es wurde später auch auf der HSL Zuid und im Lötschberg-Basistunnel eingesetzt. Langwierige internationale Standardisierungsentscheidungen sollten nicht abgewartet werden.[29][61]
  - An eine LZB-Zentrale (L72, Stand 2006) können bis zu zehn Relaisstellwerke (über Fernsteuergestelle) oder bis zu zehn Elektronische Stellwerke (über LAN-COP-L-Schnittstelle) sowie bis zu sechs Nachbar-LZB-Zentralen angebunden werden. Jede LZB-Zentrale kann 16 Linienleitkanäle mit bis zu 12,7 km Länge (127 Fahrorte) verwalten. Einer maximalen Länge von 101,6 km zweigleisiger Strecke stehen in der Praxis maximale Längen von 60 km gegenüber.[56]
- Fernspeisegeräte (bei Kurzschleifentechnik: Kurzschleifenfernspeisegeräte KFS): Das Fernspeisegerät speist die von der LZB-Zentrale kommenden Informationen des Informationskabels in den Linienleiter ein. Vom Fahrzeug gesendete Antworttelegramme werden verstärkt und über das Informationskabel an die LZB-Zentrale gesendet. In einem Schleifenbereich, bei Kurzschleifentechnik in allen Kurzschleifen, wird von der LZB-Zentrale die gleiche Information eingespeist.
- Voreinstellungsgeräte oder Anfangsgeräte (VE-Geräte, A-Geräte): Geräte für die Erzeugung von Voreinstelltelegrammen in den Voreinstellschleifen.
- Potentialtrennschränke: Durch Fahrleitungseinflüsse kommt es im Informationskabel zu Fremdspannungen. Durch eine galvanische Trennung in den Potentialtrennschränken wird die Einhaltung der maximalen Fremdspannungswerte innerhalb des Informationskabels erreicht.
- Verstärkerschränke: Wegen der teils großen Entfernung zwischen Streckenzentrale und Fernspeisegeräten ist eine Verstärkung der Signale erforderlich. Hierzu werden Verstärkerschränke verwendet.
- Linienleiterschleifen im Gleis: Die Linienleiterschleifen werden mit einem stabilen, einadrigen Kabel verlegt, das den Witterungseinflüssen widersteht und welches die notwendigen Antenneneigenschaften besitzt (siehe Bild).

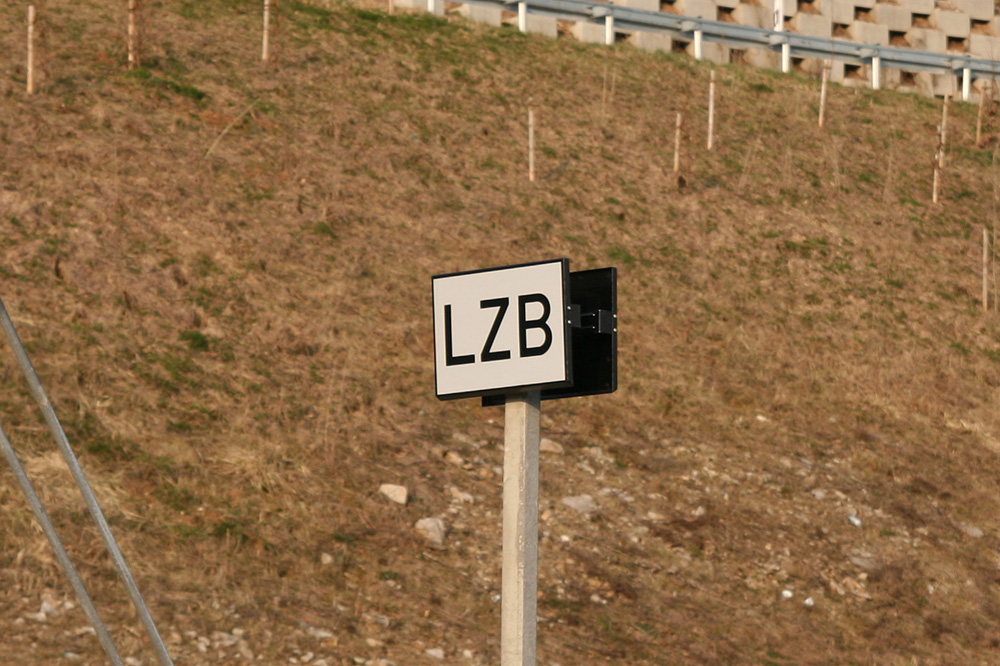
Ein LZB-Bereichskennzeichen

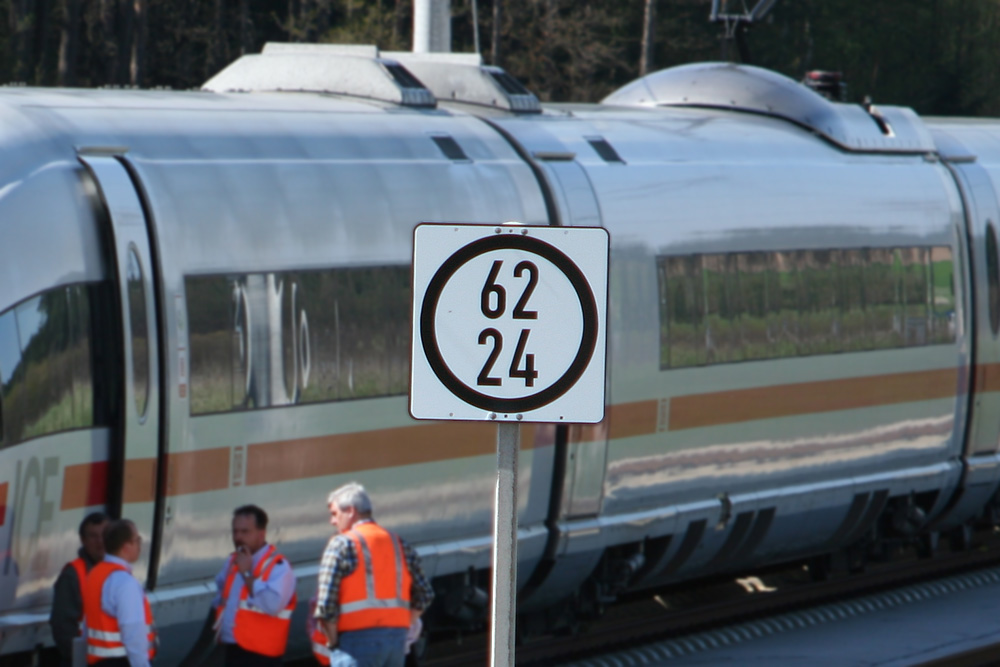
Ein „Blockkennzeichen für LZB und ETCS“ auf der Neubaustrecke Nürnberg–Ingolstadt

- Zusätzliche LZB-Signalisierung (v. a. Blockkennzeichen, Bereichskennzeichen): Blockkennzeichen werden an den Stellen aufgestellt, an denen ein LZB-Blockabschnitt endet und „die nicht durch den Standort eines Hauptsignals gekennzeichnet sind“; sie markieren die Stelle, an der ein LZB-geführter Zug bei einer Betriebsbremsung zum Stehen kommen muss, wenn die Einfahrt in den folgenden Blockabschnitt nicht gestattet ist. Bereichskennzeichen signalisieren einen Bereichskennungswechsel und damit den Übergang in den nächsten Schleifenbereich. An den Bereichskennungswechseln (BKW) können Züge auch ohne Voreinstellung durch ein Anfangsgerät in die LZB-Führung aufgenommen werden.[62]

### Fahrzeugausrüstung

#### Allgemeines

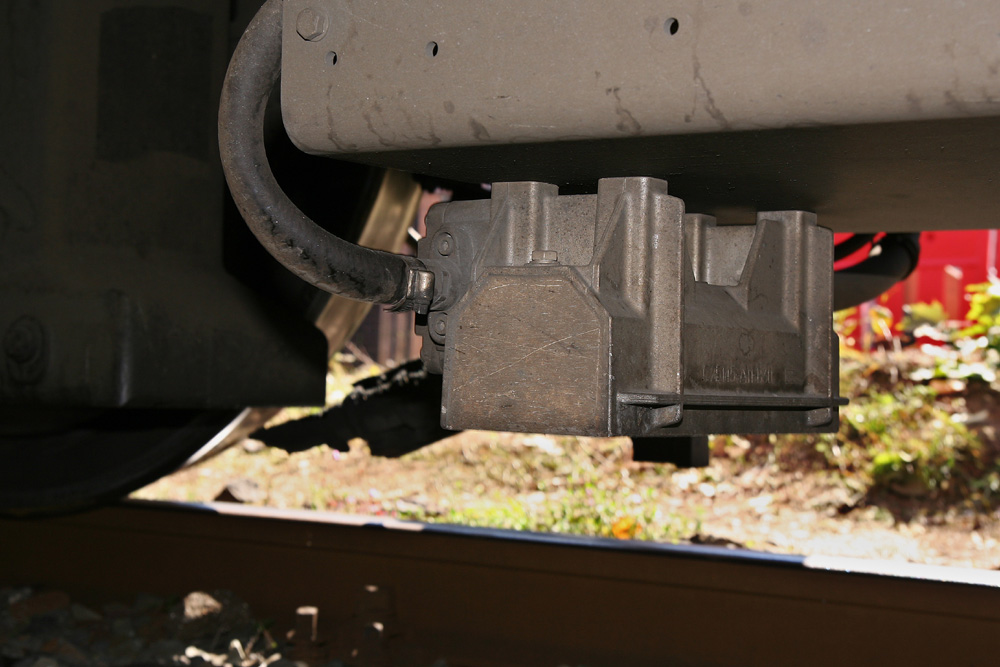
Eine LZB-Antenne an einer Lokomotive der Baureihe 189

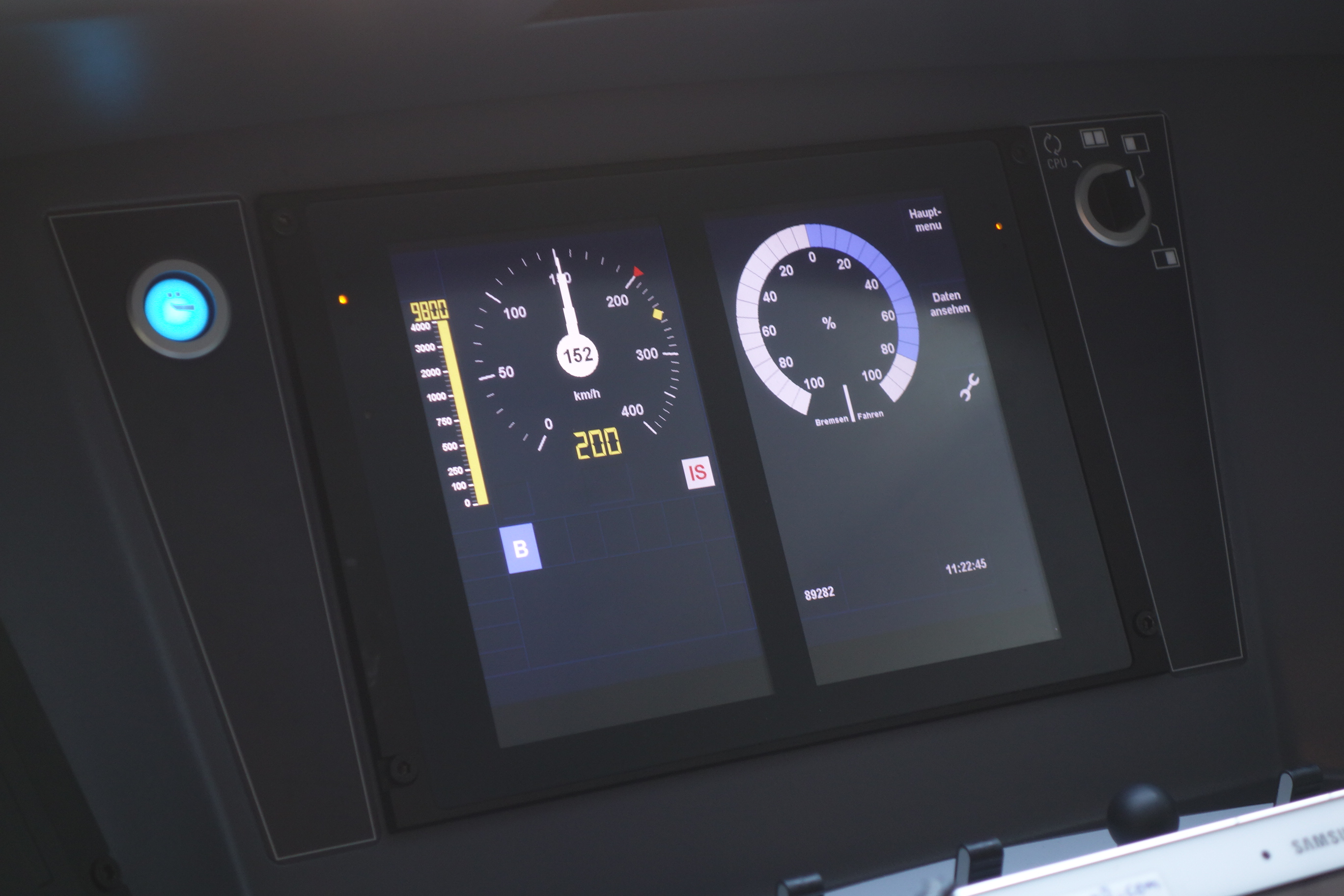
LZB-Führerstandsanzeige im ICE 4

Die fahrzeugseitige Ausrüstung für den LZB-Betrieb besteht in Deutschland aus folgenden Komponenten:
- LZB-Fahrzeugrechner: Abhängig vom Hersteller gibt es zwei Konzepte:
  - Die aus drei parallel arbeitenden Rechnern bestehende Rechnereinheit bildet durch einen programmgesteuerten Datenvergleich ein sicherungstechnisches Schaltwerk.
  - Es läuft eine diversitäre Software auf einem sicheren Rechner.
- Stromversorgung: Die Stromversorgung ist redundant aufgebaut und wird vom Fahrzeugrechner überwacht.
- Sende-/Empfangsantennen: Die Antennen des Fahrzeuges sind ebenfalls redundant ausgelegt, es gibt je zwei Sende- und zwei bzw. vier Empfangsantennen (zwei Paar). Die Anzahl der Empfangsantennen ist fahrzeugspezifisch und wird vom Hersteller festgelegt.
- Wegsensorik Pent: Für die Weg- und Geschwindigkeitsmessung werden zwei Rad-Sensoren (Wegimpulsgeber) und ein Beschleunigungsmesser oder ein Radar verwendet (Verschiedene Herstellerkonzepte).
- Zwangsbremseingriff: Beim Zwangsbremseingriff erfolgt eine Sicherheitsreaktion auf die Hauptluftleitung, diese wird entlüftet. Der Zwangsbremseingriff erfolgt auf die Hauptluftleitung entweder über eine sogenannte Bremswirkgruppe oder über eine Sicherheitsschleife.
- Zugdateneinsteller: Am Zugdateneinsteller werden alle relevanten Daten des Zuges eingegeben, wie z. B. Zuglänge, Bremsart, Bremshundertstel und maximale erlaubte Geschwindigkeit des Zuges. Bei Fahrzeugen mit MVB (wie z. B. bei den Lokomotiven der Reihe 185) erfolgt die Zugdateneingabe über das Driver Machine Interface (DMI).
- Modulare Führerraumanzeige (MFA): Die modulare Führerraumanzeige gibt dem Triebfahrzeugführer einen vollständigen Überblick über die vorausliegende Strecke. Die drei wesentlichen Führungsgrößen sind die (erlaubte) Sollgeschwindigkeit in Verbindung mit einer Zielgeschwindigkeit, die in einer Zielentfernung höchstens gefahren werden darf. Diese Werte sind im MFA analog und, bei neueren Baureihen, digital mittels Display angezeigt. Über Leuchtmelder im MFA werden dem Triebfahrzeugführer Status- oder Störmeldungen und weitere wichtige Informationen angezeigt, z. B. bei LZB-Übertragungsausfälle, LZB-Nothaltauftrag.
Bei Fahrzeugen mit MVB (z. B. Baureihe 185) ist das MFA durch ein DMI (Driver Machine Interface) ersetzt worden. Das DMI bietet eine größere Flexibilität hinsichtlich der Gestaltung.

#### Modelle
Das erste entwickelte Fahrzeuggerät wurde als LZB 100 bezeichnet. Da sich diese Technik nicht bewährte, begann ab 1980 die Entwicklung des mikroprozessorgesteuerten Fahrzeuggerätes LZB 80 durch das Konsortium LZB 80 der Firmen Siemens und SEL (später Alcatel und Thales, heute Hitachi Rail). Im Laufe der Zeit wurden vier Hardware-Generationen des Fahrzeuggerätes entwickelt:
- LZB 80/8: System auf Basis des Intel 8085
- LZB 80/16 CE: System auf Basis des Intel 80186
- LZB 80/16 CE MVB: System auf Basis des Intel 80386
- LZB 80E: System mit MVB auf Basis des Intel Pentium M bzw. Celeron M[43][63]

1997 mit Bestellung der TRAXX F140 AC-Lokomotiven, begann bei Bombardier die Entwicklung des EBICAB-Systems, welches 2003 die Zulassung für die LZB 80 Betriebserprobung erhielt.
Daneben wurden auch LZB-80-Systeme als Specific Transmission Module (STM) von Thales und Siemens entwickelt.

## Überblick über die Signalisierung
Neben den Führungsgrößen Soll- und Zielgeschwindigkeit sowie Zielentfernung können per LZB auch weitere Aufträge übertragen werden:
- LZB-Endeverfahren: Frühestens 1700 m vor Ende der LZB muss der Triebfahrzeugführer das vorausliegende Ende der Linienzugbeeinflussung quittieren und bestätigen, dass er ab sofort wieder auf die ortsfesten Signale und die Geschwindigkeiten des Fahrplans achtet. Ein gelber Leuchtmelder Ende signalisiert das Ende der LZB-Führung nach Ablauf der Zielentfernung.[19]
- LZB-Ersatzauftrag: Bei Störungen kann der Fahrdienstleiter einen Ersatzauftrag zur Weiterfahrt an einem LZB-Halt geben. Im Führerstand leuchtet der Leuchtmelder E/40, Soll- und Zielgeschwindigkeit werden auf 40 km/h beschränkt, die Zielentfernung entspricht der Gültigkeit des Ersatzauftrages.[19]
- LZB-Vorsichtauftrag: Der Fahrdienstleiter kann ein Fahren auf Sicht auch per LZB anordnen. Im Führerraum blinkt dann der Leuchtmelder V/40, der nach Quittierung durch den Lokführer in ein Ruhelicht übergeht.[19] Die Zielentfernung und Zielgeschwindigkeit werden nach der Quittierung durch den Tf dunkelgeschaltet und Vsoll zeigt 40 km/h. Etwa 50 Meter nach Vorbeifahrt an der LZB-Blockstelle erscheinen die neuen Führungsgrößen mit Zielentfernung und Zielgeschwindigkeit. Der Auftrag, auf Sicht zu fahren, gilt allerdings bis 400 Meter nach dem folgenden Hauptsignal.[65]
- Für die 2002 eröffnete Neubaustrecke Köln–Rhein/Main wurde eine selektive Herabsetzung der Höchstgeschwindigkeit seitenwindempfindlicher Fahrzeuge eingeführt.[66] Nachdem sich die eingesetzten ICE 3 im Regelbetrieb als weniger seitenwindempfindlich als angenommen erwiesen, wird diese Funktionalität im Regelbetrieb nicht mehr genutzt.
- Zur Inbetriebnahme der ersten Neubaustrecken-Abschnitte standen noch nicht genügend druckertüchtigte Fahrzeuge zur Verfügung. Fahrzeuge ohne Druckschutz wurden dabei von der LZB durch eine Einstellung am Zugdatensteller erkannt, die Höchstgeschwindigkeit des Zuges in der Folge auf 180 km/h beschränkt.[19] Diese Option ist heute nicht mehr relevant.
- Weitere Aufträge sind: LZB-Fahrt, LZB-Halt, LZB-Gegengleisfahrauftrag, LZB-Nothalt (nicht bei CIR-ELKE), LZB-Auftrag Stromabnehmer senken, LZB-Nachfahrauftrag (nur bei CIR-ELKE).

### Zusätzliche Funktionen
Über die LZB können auch automatisch die Heraufsetzung der Oberstrombegrenzung (maximal zugelassene Stromaufnahme) des Zuges sowie die Freigabe der Wirbelstrombremse auf Neubaustrecken Köln–Rhein/Main und Nürnberg–Ingolstadt für Betriebsbremsungen angezeigt werden. Auf den Ausbaustrecken Berlin–Leipzig und Berlin–Hamburg wird das Auslegen des Hauptschalters an Schutzstrecken ebenfalls über die LZB angesteuert (Signale El 1 bzw. El 2).
Untersucht wurde eine Ergänzung der LZB, um auf den Schnellfahrstrecken Hannover–Würzburg und Mannheim–Stuttgart Begegnungen von Personen- und Güterzügen in Tunneln sicher ausschließen zu können (Tunnelbegegnungsverbot). Damit könnte insbesondere die zulässige Höchstgeschwindigkeit in Tunneln von 250 auf 280 km/h angehoben werden. Zwischen Güter- und Personenzügen würde dabei ausgehend von der Bremsarteinstellung am LZB-Fahrzeugrechner unterschieden werden. Signale vor Tunneleinfahrten würden dabei die Funktion von sogenannten Gate-Signalen übernehmen, um Zugbegegnungen von Personen- und Güterzügen in Tunneln zu verhindern.

In den Jahren 1976 und 1980 fanden auf der LZB-Versuchsstrecke Baden–Koblenz Versuchsfahrten für Automatic Train Operation (ATO) statt. In Spanien gab es zwischen 1977 und 1979 zwischen Madrid-Atocha und Pinar de las Rozas ATO-Fahrten im fahrplanmäßigen Dienst mit Fahrgästen. Die Entwicklung wurde aus Kostengründen sowie wegen der Einführung von ETCS eingestellt.

### Nicht umgesetzte Funktionen
Weitere Überlegungen zur Erweiterung der LZB-Funktionalität wurden nicht umgesetzt:
- Die Gesamtkonzeption der LZB sah die Möglichkeit einer späteren Einbeziehung von Aufgaben einer zentralen Betriebslenkung und automatischer Zuglenkung vor.[15][14] Überlegt wurde auch, bei dichter Streckenbelegung dispositiv niedrigere Geschwindigkeiten an die Fahrzeuge zu signalisieren, um einen flüssigeren, energiesparenden Betrieb zu unterstützen.[19]
- Überlegt wurde, beim Ziehen der Notbremse in einem Abschnitt mit Notbremsüberbrückung per LZB automatisch eine 60-km/h-Langsamfahrstelle am Ende dieses Abschnitts einzurichten.[19][70] Diese Option war Ende der 1980er Jahre zum Einsatz auf den vor Eröffnung stehenden Neubaustrecken geplant, wurde aber nicht umgesetzt.
- Eine Option sah vor, die Höchstgeschwindigkeit, mit der sich Güter- und Personenzüge in Tunneln begegnen dürfen, zu beschränken. Dabei wäre eine bewegliche Langsamfahrstelle von definierter Länge für die Güterzüge eingerichtet worden.[19] Da Zugbegegnungen von Güter- und Personenzügen in den Tunneln der Schnellfahrstrecken fahrplanmäßig ausgeschlossen werden, fand diese Option keine Umsetzung.

## Funktionsweise

### Ortung

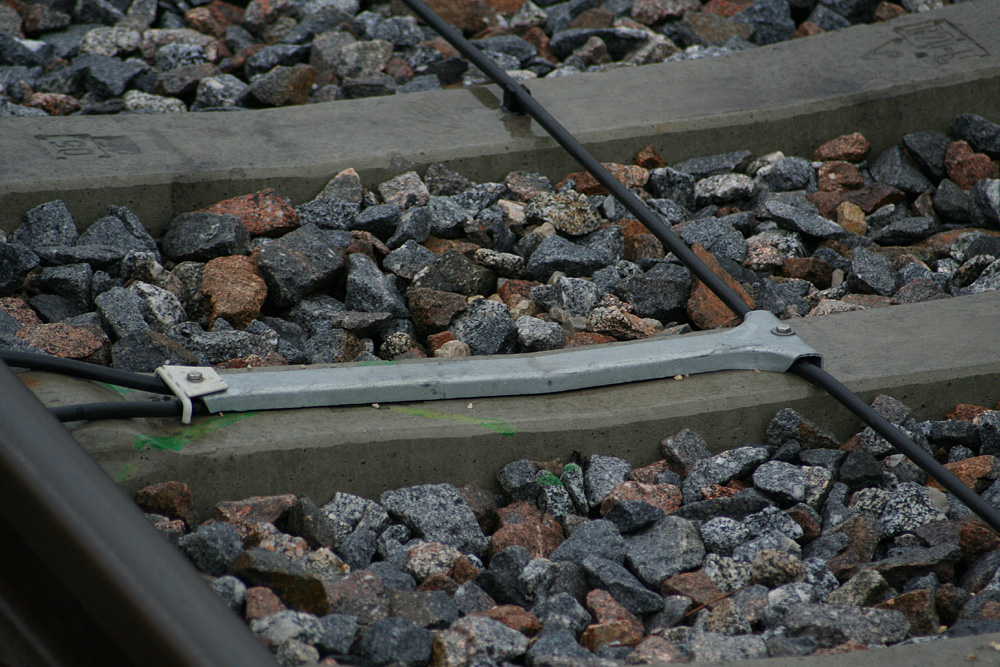
Kreuzung zwischen den beiden Linienleitern

Wie schon oben beschrieben werden die Linienleiter nach 100 ± 5 Metern gekreuzt, d. h. der in der Mitte verlegte Linienleiter wird mit dem am Schienenfuß verlegten Linienleiter vertauscht. Zwei Kreuzungsstellen begrenzen in der LZB einen Fahrort, im Folgenden Grobort genannt. Groborte werden in Zählrichtung von 1 beginnend aufwärts gezählt, gegen Zählrichtung von −1 (255) abwärts. Je Schleifenbereich sind maximal 127 Groborte möglich, die in Zählrichtung die Nummern 1 bis 127, gegen Zählrichtung die Nummern −1 (255) bis −127 (129) haben.
Das Fahrzeuggerät unterteilt über die Wegsensorik die Groborte nochmals in 8 Feinorte (0 bis 7) mit einer Länge von 12,5 Metern. Um Toleranzen in der Wegsensorik und bei der Linienleiterverlegung auszugleichen, nutzt das Fahrzeuggerät die Phasensprünge der Kreuzungsstellen für die Fahrortzählung. Mit Erkennen der Kreuzungsstelle wird der Feinortzähler auf 0 gesetzt und der Grobortzähler entsprechend der Fahrrichtung weitergezählt. Der in Zählrichtung letzte Feinort wird entsprechend verlängert oder verkürzt.

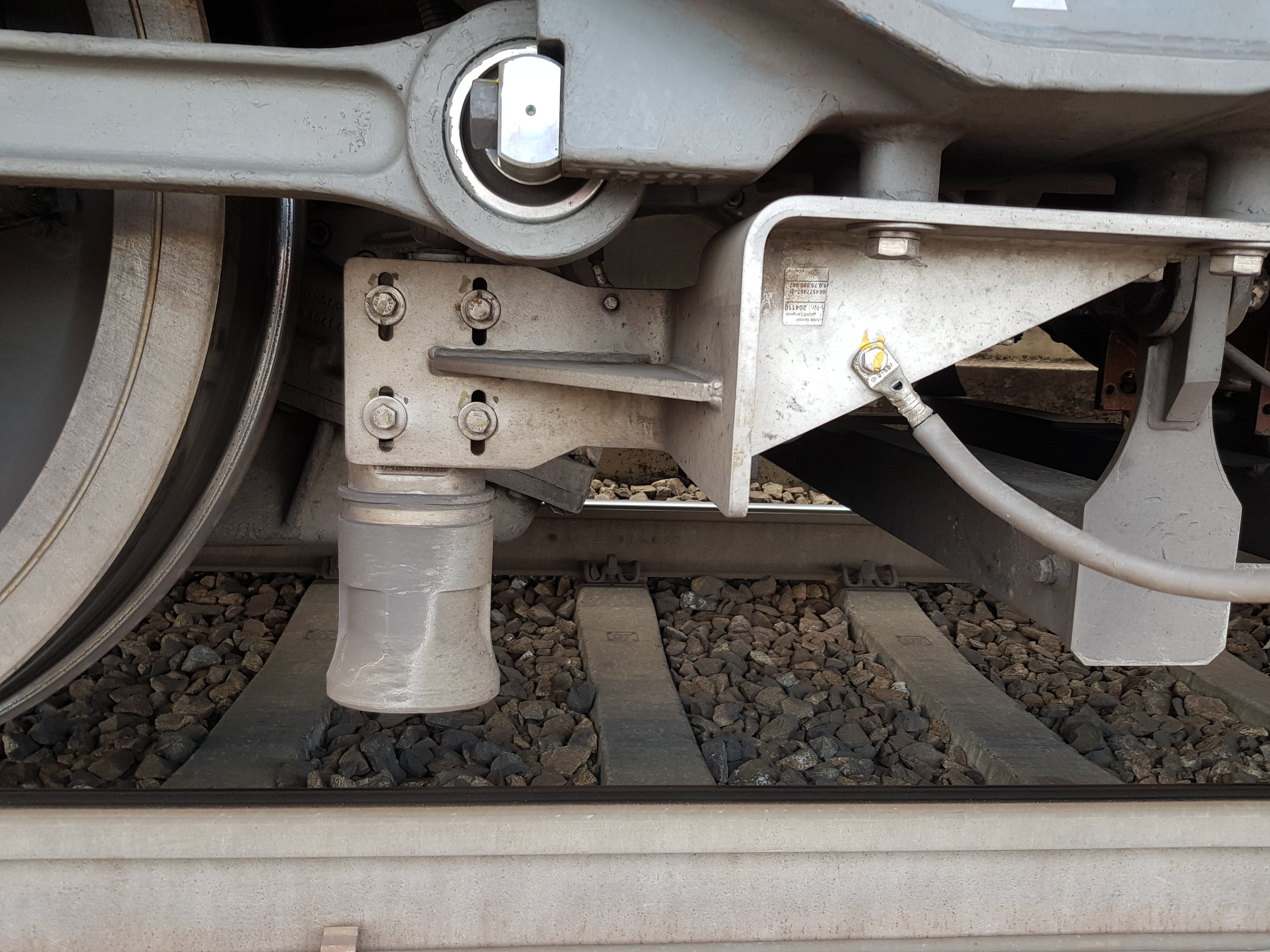
Die für die Linienzugbeeinflussung erwogene optische Erfassung von Oberflächen-Unregelmäßigkeiten kam letztlich bei der ETCS-Ausrüstung der ICE-1-Triebzüge in den 2010er Jahren zur Anwendung.

Um Messfehler durch Radabnutzung, Gleiten, Schlupf und Schleudern zu vermeiden, wurden bei der Entwicklung der LZB verschiedene Ansätze untersucht. Empfohlen wurde eine Kombination von Dopplerradar, elektro-optischer Erfassung von Unregelmäßigen von Oberflächen oder Zählung der Radimpulse, jeweils kombiniert mit Erfassung der Phasensprünge. Im Gegensatz zur Odometrie von ETCS ist die Weg- und Geschwindigkeitsmessung der LZB-Fahrzeugeinrichtung vergleichsweise einfach und kommt mit einem Wegimpulsgeber und einem wartungsfreien Beschleunigungsmesser aus. Sie musste allerdings zur Steigerung der Betriebssicherheit insbesondere im Geschwindigkeitsbereich oberhalb 200 km/h nachträglich verbessert werden: Ab 1992 wurden die Fahrzeuggeräte mit zusätzlichen Ortungsrechnern ergänzt. In der damaligen Hardware-Generation LZB 80/8 waren an der Ortung sogenannte Teilwegrechner, die zentrale Logik sowie die Linienleiterempfänger beteiligt. Diese Komponenten kommunizierten untereinander mit einem festen Takt von etwa 70 Millisekunden. Alleine durch diese Taktung konnte sich im ungünstigsten Fall eine Ortungsungenauigkeit von 486 cm ergeben. Die Ortungsrechner verbesserten dies, indem ihnen die Signale der Wegimpulsgeber sowie vom Linienleiterempfänger das noch frequenzmodulierte Originalsignal aus dem Linienleiter digital zur Verfügung gestellt wurde. Durch zeitlichen Vergleich der Signale von den verschiedenen Fahrzeugantennen konnten die Ortungsrechner eine von den Wegimpulsgebern an den Radsätzen unabhängige Geschwindigkeitsmessung vornehmen. Diesen Messwert verglichen sie mit dem Messwert der Wegimpulsgeber an den Radsätzen. Als Ergebnisse lieferten die Ortungsrechner an die zentrale Logik einen Korrekturwert für die Wegmessung sowie eine Bewertung der erkannten Kreuzungsstelle des Linienleiters. Abweichungen von mehr als 20 % zwischen den Messungen der Wegimpulsgeber und der Ortungsrechner sind nur plausibel, falls die Kreuzungsstelle des Linienleiters einen Bereichskennungswechsel darstellt. Ob ein Bereichskennungswechsel vorliegt, muss die zentrale Logik ermitteln. Falls kein Bereichskennungswechsel vorliegt, dann wurde eine Pseudo-Kreuzungsstelle erkannt, die nicht zur Ortung herangezogen werden darf. Durch die nachgerüsteten Ortungsrechner sank die rechnerische Ortungsungenauigkeit bis auf etwa 5 cm.

### Aufnahme in die LZB

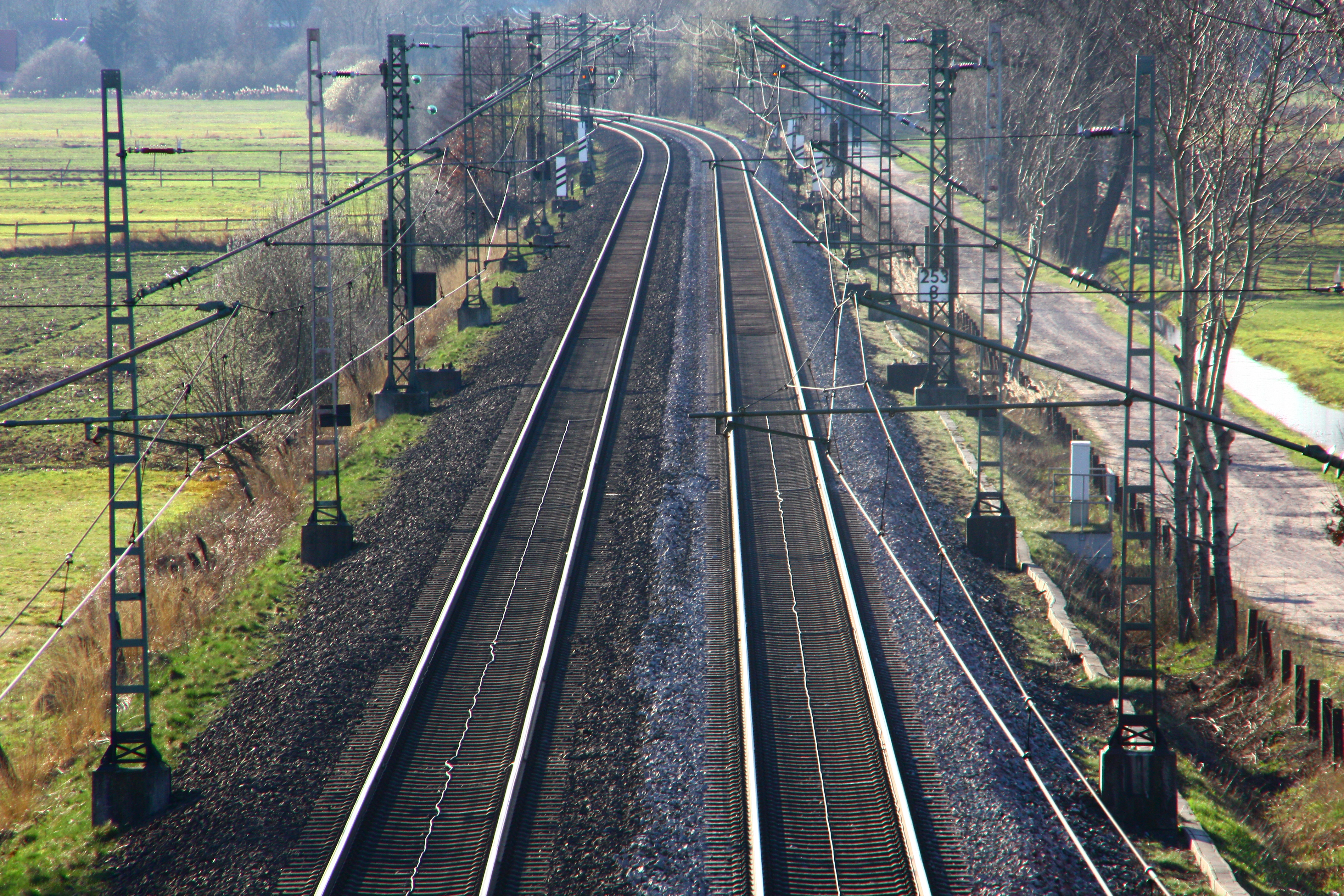
Beginn der LZB auf einer Strecke bei Bremen

Voraussetzung für die Aufnahme in die LZB ist eine funktionsbereite LZB-Fahrzeugausrüstung. Ferner müssen gültige Zugdaten (Bremsart, Bremsvermögen in Bremshundertsteln, Zuglänge, Zughöchstgeschwindigkeit) am Zugdateneinsteller eingegeben worden sein.
Fährt ein entsprechender Zug in einen mit Linienleiter ausgerüsteten Bereich, wird er nur dann in die LZB-Führung aufgenommen, wenn der Fahrzeugrechner einen Wechsel der Bereichskennung (BKW) erkennt. An definierten Einfahrstellen wird der Wechsel der Bereichskennung durch Voreinstellschleifen vorbereitet. In den von Anfangsgeräten gespeisten Voreinstellschleifen werden fest parametrierte Voreinstelltelegramme übertragen, die die notwendigen Informationen (Fahrortnummer, Fahrtrichtung, Übergang zum Linienleiter am 50- oder 100-m-Punkt) des Einfahrortes übermitteln. Mit dem Erreichen des eigentlichen LZB-Bereichs empfängt das Fahrzeug die Aufruftelegramme der Zentrale für den Einfahrort und antwortet mit dem angeforderten Rückmeldetelegramm. Daraufhin beginnt die Zentrale, Kommandotelegramme an das Fahrzeug zu senden. Je nach örtlichen Verhältnissen wird die Anzeige im MFA mit dem Passieren des nächsten Signales oder des BKWs am Zugschluss hell geschaltet.
Fährt ein Fahrzeug, ohne eine Voreinstellschleife zu passieren, in einen LZB-Bereich, so erfolgt die Aufnahme in die LZB erst hinter dem nächsten Bereichskennzeichenwechsel (BKW mit Grundstellung). Das Fahrzeuggerät empfängt die Aufruftelegramme der Zentrale, es kann wegen der fehlenden Ortungsinformation jedoch nicht antworten. Mit Überfahren des BKWs empfängt das Fahrzeuggerät Aufruftelegramme mit geänderter Bereichskennung. Darauf wird im Fahrzeuggerät der Fahrortzähler zurückgesetzt (auf 1 bei Fahrt in Zählrichtung / −1 bei Fahrt gegen Zählrichtung) und die ortsfesten Aufruftelegramme des am BKW befindlichen Einfahrortes werden beantwortet. Die Aufnahme in die LZB erfolgt dann wie oben beschrieben.

### Betrieb
Im Betrieb sendet die Zentrale Aufruftelegramme mit den Führungsgrößen (Bereichskennung, Fahrortnummer, Fahrtrichtung, Bremskurve und den Zielinformationen) an das Fahrzeug. Das Fahrzeug übermittelt im Antworttelegramm seine Zugdaten (Fahrortquittung, Bremscharakter, Feinort und Geschwindigkeit). Aus den gemeldeten Fahrzeugdaten, dem vom Stellwerk übermittelten Streckenzustand (Weichen-/Signalstellungen) und den in der Zentrale hinterlegten Streckenprofilen ermittelt die Zentrale die Fahrkommandos und übermittelt diese mit dem nächsten Aufruftelegramm an das Fahrzeug. Hier werden diese im Führerstand signalisiert. Jeder Zug wird, abhängig von der Anzahl der LZB-geführten Züge, zwei- bis fünfmal pro Sekunde aufgerufen.
Erkennt das Fahrzeuggerät eine oder zwei Kreuzungsstellen nicht, wird über die Wegsensorik am 100-m-Punkt eine Kreuzungsstelle simuliert. Wird die darauffolgende Kreuzungsstelle erkannt, kann unter LZB-Führung weitergefahren werden. Werden mehr als drei hintereinanderliegende Kreuzungsstellen nicht erkannt, sind also zwei Kurzschleifen in Folge gestört, fällt das Fahrzeug aus der LZB-Führung.
Aufgrund der begrenzten Leistungsfähigkeit früherer LZB-Fahrzeuggeräte wird die Bremskurve bei der LZB bis heute in der Streckenzentrale berechnet und auf das Fahrzeug in Form einer Codenummer und einem standardisierten Bremskurven-Segment übertragen.
Triebfahrzeuge und Steuerwagen verfügen für den LZB-Betrieb über eine eindeutig zugeordnete Fahrzeugnummer.

### Ermittlung der Soll-Geschwindigkeit

Darstellung der Soll- und Überwachungsgeschwindigkeit

Die wesentliche Aufgabe der LZB ist die Vorgabe und Überwachung der zulässigen Geschwindigkeit. Dazu übermittelt die Streckenzentrale eine Führungsgröße XG und die zugrundeliegende Bremsparabel an das Fahrzeug. Die Führungsgröße kennzeichnet den Bremsweg bis zu einem Haltepunkt. Im Falle eines Geschwindigkeitswechsels kann dieser Haltepunkt auch fiktiv sein.
Aus der Führungsgröße (XG) und der Bremsverzögerung (b) kann das Fahrzeug unter Berücksichtigung des zurückgelegten Weges (s) kontinuierlich die Sollgeschwindigkeit (in m/s) berechnen:
{\displaystyle V_{\rm {soll}}={\sqrt {2\cdot b\cdot (XG-s)}}}
Im Diagramm ist der Wechsel der zulässigen Höchstgeschwindigkeit (hier von 300 km/h auf 200 km/h) und das Bremsen bis zum Halt dargestellt. Die Bremsparabel wird jeweils so gelegt, dass sie durch den einschränkenden Punkt des Geschwindigkeitsprofils verläuft und am Haltepunkt endet.
Für die Bremsverzögerung b sind bei Linienzugbeeinflussungssystemen, die zum Standard ORE A46 kompatibel sind (in Deutschland die klassische L72, nicht jedoch L72 CE) feste Werte definiert
| Sollwerte für die Bremsverzögerung b bei ORE-A46-konformen LZB | Sollwerte für die Bremsverzögerung b bei ORE-A46-konformen LZB | Sollwerte für die Bremsverzögerung b bei ORE-A46-konformen LZB | Sollwerte für die Bremsverzögerung b bei ORE-A46-konformen LZB | Sollwerte für die Bremsverzögerung b bei ORE-A46-konformen LZB | Sollwerte für die Bremsverzögerung b bei ORE-A46-konformen LZB | Sollwerte für die Bremsverzögerung b bei ORE-A46-konformen LZB | Sollwerte für die Bremsverzögerung b bei ORE-A46-konformen LZB | Sollwerte für die Bremsverzögerung b bei ORE-A46-konformen LZB | Sollwerte für die Bremsverzögerung b bei ORE-A46-konformen LZB | Sollwerte für die Bremsverzögerung b bei ORE-A46-konformen LZB | Sollwerte für die Bremsverzögerung b bei ORE-A46-konformen LZB | Sollwerte für die Bremsverzögerung b bei ORE-A46-konformen LZB |
| Bremskurvennummer (BRN)                                        | A                                                              | B                                                              | 1                                                              | 2                                                              | 3                                                              | 4                                                              | 5                                                              | 6                                                              | 7                                                              | 8                                                              | 9                                                              | 10                                                             |
| -------------------------------------------------------------- | -------------------------------------------------------------- | -------------------------------------------------------------- | -------------------------------------------------------------- | -------------------------------------------------------------- | -------------------------------------------------------------- | -------------------------------------------------------------- | -------------------------------------------------------------- | -------------------------------------------------------------- | -------------------------------------------------------------- | -------------------------------------------------------------- | -------------------------------------------------------------- | -------------------------------------------------------------- |
| Sollbremsverzögerung                                           | 0,08 m/s²                                                      | 0,14 m/s²                                                      | 0,20 m/s²                                                      | 0,26 m/s²                                                      | 0,32 m/s²                                                      | 0,38 m/s²                                                      | 0,44 m/s²                                                      | 0,50 m/s²                                                      | 0,56 m/s²                                                      | 0,63 m/s²                                                      | 0,70 m/s²                                                      | 0,77 m/s²                                                      |
| Bremsverzögerung der Überwachungskurve                         | 0,12 m/s²                                                      | 0,21 m/s²                                                      | 0,30 m/s²                                                      | 0,39 m/s²                                                      | 0,48 m/s²                                                      | 0,57 m/s²                                                      | 0,66 m/s²                                                      | 0,75 m/s²                                                      | 0,84 m/s²                                                      | 0,95 m/s²                                                      | 1,05 m/s²                                                      | 1,16 m/s²                                                      |

Die an den Zug vorgebende Bremskurvennummer kann von der Zentrale je nach Streckentopographie während der Fahrt gewechselt werden. So fällt zum Beispiel eine deutsche L72-Zentrale bei Güterzügen in Bremsstellung G auf die besonders flache Bremskurve B zurück, wenn ein Gefälle von mehr als 6 Promille durchfahren werden soll.
Die LZB-Bremstafel (Bremsart R/P, 12,5 ‰ maßgebendes Gefälle) sieht bei einer Höchstgeschwindigkeit von 200 km/h einen Bremsweg zwischen 1600 und 2740 m vor (240 bzw. 140 Bremshundertstel [BrH]). Bei 250 km/h liegen die Bremswege zwischen 2790 m (240 BrH) und 5190 m (140 BrH), bei 280 km/h zwischen 3760 m und 7470 m.

### Telegrammtypen (LZB-VarianteL72)

#### Aufruftelegramm
Das Aufruftelegramm hat eine Länge von 83 Bit in 83,5 Zeitschritten, wobei zur Synchronisation das dritte Bit 1,5 Zeitschritte dauert. Ein Aufruftelegramm besteht aus:
- Synchronisierung (Sync-Kopf (1-0-1-0-1; 5,5 Zeitschritte), Startschritt (0-1-1; 3 Zeitschritte))
- Adresse (Bereichskennung (α…ε, A1…A3; 3 Bit) und Fahrortnummer (1–127, 255–129; 8 Bit))
- Sicherheitsinformationen (Fahrtrichtung (vorwärts/rückwärts, 1 Bit), Bremskurvenform/(Parabel; 2 Bit) und -nummer (1…10, A, B; 4 Bit))
- Bremsinformationen (Vormeldeweg (0…1550 m; 5 Bit), Führungsgröße XG (0…12 787 m; 10 Bit))
- Zielinformation (Entfernung (0…12 700 m; 7 Bit) und Zielgeschwindigkeit (0…300 km/h; 6 Bit))
- Anzeigeinformationen (Signal- (Nothalt, … 3 Bit) und Zusatzinformation (El 1, El 3; 5 Bit))
- Hilfsinformationen (Typ des angeforderten Rückmeldetelegramms (Rückmeldung 1…4; 2 Bit), Teil-/Ganzblock (1 Bit), verdeckte Langsamfahrstelle (ja/nein; 1 Bit), Telegrammschlusskennung (bin:01/bin:11; 2 Bit))
- Reserve 7 Bit
- Prüfsumme ((CRC; 8 Bit), ab dem sechsten Bit, Generatorpolynom {\displaystyle p=x^{8}+x^{7}+x^{2}+1})

#### Rückmeldetelegramme
Rückmeldetelegramme vom Fahrzeug zur Zentrale haben eine Länge von 41 Bit und sind mit einer 7-Bit-Prüfsumme gesichert (gebildet ab dem vierten Bit, Generatorpolynom {\displaystyle p=x^{7}+x^{5}+x^{3}+1}). Im Folgenden werden die Nutzinhalte aufgeführt:
Telegrammtyp 1
- Telegrammtyp
- Fahrortquittung (Fahrzeugadressebestätigung)
- Bremscharakteristik (Bremsart und Bremsvermögen)
- Feinort innerhalb der 100-m-Abschnitte (0–87,5 m in 12,75-m-Schritten)
- Geschwindigkeit (0–315 km/h in 5-km/h-Schritten)
- Betriebs- und Diagnosemeldungen (insgesamt 28 möglich, z. B. Fahrgastnotbremse, LZB-Halt überfahren, Zwangsbremsung, Wartung erforderlich, …)

Telegrammtyp 2
- Telegrammtyp
- Fahrortquittung
- Bremscharakter (Bremsart und Bremsvermögen)
- Feinort
- Maximale Geschwindigkeit des Zuges (0–310 km/h)
- Zuglänge (0–787,5 m in 12,75-m-Schritten)

Telegrammtyp 3
- Telegrammtyp
- Kennzeichen der Bahnverwaltung
- Zugnummer

Telegrammtyp 4
- Telegrammtyp
- Baureihe
- Seriennummer
- Zuglänge

### Telegrammübertragung
Die Übertragung der Telegramme von der Zentrale Richtung Fahrzeug erfolgt mittels Frequenzmodulation einer Trägerfrequenz von 36 kHz mit einem Frequenzhub von ± 0,6 kHz. Die Übertragungsgeschwindigkeit beträgt dabei 1200 Baud. In der umgekehrten Übertragungsrichtung beträgt die Trägerfrequenz 56 kHz, der Frequenzhub ± 0,2 kHz und die Übertragungsgeschwindigkeit 600 Baud. In beiden Richtungen dauern die Telegramme also knapp 70 ms. Ein Zyklus aus Aufruftelegramm, Verarbeitung und Rückmeldetelegramm dauert 210 ms.

### Neuere LZB-Versionen
Bei den LZB-Versionen LZB CE1 und LZB CE2 für CIR-ELKE wurden die Telegrammstruktur für die neuen Funktionen erweitert. Linienleiter, Schleifenstruktur und Rechner blieben unverändert. Schleifenlängen und Software mussten den neuen Aufgaben angepasst werden.

### Ende einer LZB-Führung, Rückkehr/Übergang zur Signal-/PZB-Führung
Nähert sich ein Triebfahrzeug dem Ende eines mit Linienleiter ausgerüsteten Abschnittes, so wird dem Triebfahrzeugführer dies im Führerraum signalisiert. Nach der Quittierung dieses sogenannten Ende-Verfahrens fährt der Zug wieder signalgeführt und der Triebfahrzeugführer muss demzufolge wieder die Signale und die Geschwindigkeiten gemäß Buchfahrplan beachten.
Es gibt jedoch auch Störungsfälle, bei denen eine Entlassung aus der LZB während des Befahrens eines mit ihr ausgestatteten Abschnittes unplanmäßig passiert. Dies ist der Fall bei Störungen an der Fahrzeugausrüstung sowie bei sogenannten Übertragungsausfällen, die dann meistens auf kurzzeitige Aussetzer der Funkübertragung zwischen Linienleiter und Fahrzeugantenne oder Störungen an der Infrastruktur zurückzuführen sind. Die häufigste Störung ist der Ausfall einer Kurzschleife durch mechanische Unterbrechung des Linienleiters. Ein Übertragungsausfall wird dem Triebfahrzeugführer optisch und akustisch gemeldet, eine Schleifenstörung dem zuständigen Fahrdienstleiter.
In diesen Fällen läuft ein Notprogramm in der Fahrzeugeinrichtung ab. Bis zu drei nicht erkannte Kreuzungsstellen des Linienleiters werden vom Fahrzeuggerät nachgebildet, zumal vor dem Übertragungsausfall Zielentfernung, Zielgeschwindigkeit und momentan zulässige Geschwindigkeit bekannt waren. Wird die folgende Kreuzungsstelle wieder erkannt, kann der Zug die Fahrt ungestört fortsetzen. Wird die Übertragung nicht wiederhergestellt, wird dem Triebfahrzeugführer signalisiert, auf eine sogenannte Ausfallgeschwindkeit innerhalb eines sogenannten Ausfallweges abzubremsen. Diese Meldung muss vom Triebfahrzeugführer quittiert werden, ansonsten erfolgt eine Zwangsbremsung bis zum Stand. Die Größe dieser Ausfallgeschwindkeit und die Länge des Ausfallweges bestimmt die Fahrzeugeinrichtung aufgrund diverser Vorgaben durch die jeweils örtlich gegebene Situation. Verkehrt der Zug im Vollblockmodus, beträgt diese Geschwindigkeit 160 km/h. Nach deren Erreichung fährt der Zug signalgeführt unter Beachtung des Buchfahrplanes weiter. Ein im Teilblockmodus verkehrender Zug muss halten, weil die Deckung des vorliegenden Zuges durch die LZB-Blockstellen nicht mehr besteht.
Nach einem Halt wegen einer Störung der LZB erfolgt die Weiterfahrt per schriftlichem Befehl vom Fahrdienstleiter. Letzteres gilt grundsätzlich, ehe man weiterfahren kann, nachdem man unplanmäßig aus der LZB entlassen wurde und deswegen bis zum Stillstand abbremsen musste. Eine Wiederaufnahme in die LZB-Führung kann erst am folgenden Bereichskennungswechsel erfolgen, weil nur an dieser Stelle die Position des Zuges eindeutig bekannt ist. Bis zu dieser Wiederaufnahme empfängt das Fahrzeuggerät zwar die Aufruftelegramme der Streckenzentrale, antwortet jedoch nicht.

## Mit LZB ausgerüstete Vollbahn-Strecken
Anfang 2006 waren europaweit 2920 Streckenkilometer mit LZB ausgerüstet oder in Ausrüstung. Rund 400 Streckenkilometer, in Deutschland, Österreich und Spanien, waren in Bau. In Deutschland waren 34 LZB-Zentralen (1580 Streckenkilometer) mit LZB L72 in Betrieb, weitere 5 Zentralen (ca. 155 km) mit LZB CE I sowie 11 Zentralen (515 km) mit LZB CE II. In Spanien waren elf L72-Zentralen mit etwa 530 Streckenkilometern in Betrieb, in Österreich drei LZB-Zentralen mit etwa 140 km. Fahrzeugseitig waren bei der Deutschen Bahn etwa 2600 Fahrzeuge mit LZB, durch das Konsortium LZB 80 der Firmen Alcatel TSD und Siemens, ausgerüstet.

### Deutschland (DB)
Auf dem Netz der DB war die LZB in der Anfangszeit des Hochgeschwindigkeitsverkehrs die Grundvoraussetzung für einen Betrieb mit mehr als 160 km/h, sofern die Streckenverhältnisse (Zustand von Oberbau, Gleisen, Oberleitung u. a.) diese Geschwindigkeit zulassen.
Folgende Ausbau- und Bestandsstrecken und Neubaustrecken der Deutschen Bahn sind (Stand 2014) mit LZB ausgerüstet:
| VzG Nr.       | Bahnstrecke                                      | Verlauf und Kilometrierung                                          | Streckenzentrale                                                                               | Streckenlänge | vmax | Bemerkungen |
| ------------- | ------------------------------------------------ | ------------------------------------------------------------------- | ---------------------------------------------------------------------------------------------- | ------------- | ---- | --- |
| 1700          | Hannover – Minden                                | Hannover Hbf (km 4,4) – Wunstorf (km 20,4)                          | Stadthagen                                                                                     | 16,0 km       | 200  | |
| 1700          | Hannover – Minden                                | Haste (km 29,2) – Bückeburg (km 53,4)                               | Stadthagen                                                                                     | 24,2 km       | 200  | |
| 1700          | Bielefeld – Hamm                                 | Brackwede (km 114,5) – Heessen (km 174,3)                           | Rheda-Wiedenbrück                                                                              | 59,8 km       | 200  | |
| 1710          | Hannover – Celle                                 | Hannover Hbf (km 3,9) – Celle (km 40,8)                             | Celle                                                                                          | 36,9 km       | 200  | Streckenwechsel mit Kilometersprung in Celle zu 1720 |
| 1720          | Lehrte – Hamburg-Harburg                         | Celle (km 43,6) – Hamburg-Harburg (km 166,4)                        | Celle • Lüneburg                                                                               | 122,8 km      | 200  | Streckenwechsel mit Kilometersprung in Celle zu 1710 |
| 1733          | Hannover – Würzburg                              | Hannover Hbf (km 4,2) – Würzburg Hbf (km 326,6)                     | Orxhausen • Göttingen • Kassel-Wilhelmshöhe • Kirchheim (Hessen) • Fulda • Burgsinn • Würzburg | 322,4 km      | 280  | Die Zentrale Orxhausen (Abschnitt Hannover–Göttingen) wurde auf CIR-ELKE migriert. |
| 1760          | Paderborn – Soest                                | Paderborn Hbf (125,1) – Soest (180,8)                               | Soest                                                                                          | 55,7 km       | 200  | Streckenwechsel mit Kilometersprung in Soest zu 2930 |
| 1956          | Weddeler Schleife                                | Sülfeld (km 18,8) – Fallersleben (km 24,2)                          | Fallersleben 2                                                                                 | 5,4 km        | 160  | Streckenwechsel mit Kilometersprung in Fallersleben zu 6107 |
| 2200          | Münster – Osnabrück                              | Münster (km 68,5) – Lengerich (km 101,6)                            | Lengerich                                                                                      | 33,1 km       | 200  | |
| 2200          | Osnabrück – Bremen                               | Bohmte (km 139,7) – Bremen Gabelung Abzw. (km 231,1)                | Bohmte • Kirchweyhe                                                                            | 91,4 km       | 200  | |
| 2200          | Bremen – Hamburg                                 | Sagehorn (km 253,9) – Buchholz (Nordheide) (km 320,0)               | Rotenburg • Buchholz                                                                           | 66,1 km       | 200  | |
| 2600          | Köln – Aachen                                    | Köln Hbf (km 1,9) – Düren (km 41,1)                                 | Köln-Ehrenfeld                                                                                 | 39,2 km       | 250  | Die Strecke Köln – Düren ist mit der erweiterten Linienzugbeeinflussung CIR-ELKE ausgestattet.                                                                                                   |
| 2650          | Köln – Duisburg                                  | Leverkusen-Mitte (km 6,7) – Düsseldorf Hbf (km 37,3)                | Düsseldorf Hbf                                                                                 | 30,6 km       | 200  | Die Zentrale Düsseldorf wurde auf CIR-ELKE migriert. |
| 2650          | Köln – Duisburg                                  | Düsseldorf Hbf (km 40,1) – Duisburg Hbf (km 62,2)                   | Düsseldorf Hbf                                                                                 | 22,1 km       | 200  | Die Zentrale Düsseldorf wurde auf CIR-ELKE migriert. |
| 2650          | Dortmund – Hamm                                  | Dortmund (km 120,4) – Nordbögge (km 143,3)                          | Kamen                                                                                          | 22,9 km       | 200  | |
| 2690          | Köln – Frankfurt (Main)                          | Köln-Steinstr. Abzw. (km 6,8) – Frankfurt Flugh. Fernbf. (km 172,6) | Troisdorf • Montabaur 1/2 • Weilbach                                                           | 165,8 km      | 300  | Die Strecke Köln – Rhein/Main ist mit der erweiterten Linienzugbeeinflussung CIR-ELKE ausgestattet.                                                                                              |
| 2930          | Soest – Hamm                                     | Soest (km 111,5) – Hamm (Westf) (km 135,6)                          | Soest                                                                                          | 24,1 km       | 200  | Streckenwechsel mit Kilometersprung in Soest zu 1760 |
| 3600          | Frankfurt (Main) – Fulda                         | Hanau (km 24,7) – Hailer-Meerholz (km 40,4)                         | Gelnhausen                                                                                     | 15,7 km       | 200  | |
| 3656          | Kurve Zeppelinheim                               | Frankfurt Flughafen Fernbahnhof (km 0,0) – Zeppelinheim (km 3,9)    | Weilbach                                                                                       | 3,9 km        | 160  | |
| 3677          | Frankfurt (Main) – Fulda                         | Hanau (km 24,7) – Hailer-Meerholz (km 40,4)                         | Gelnhausen                                                                                     | 15,7 km       | 200  | |
| ehemals: 4010 | Mannheim – Frankfurt (Main)                      | Mannheim-Waldhof (km 5,4) – Zeppelinheim (km 69,4)                  | Biblis                                                                                         | 64,0 km       | 200  | LZB wurde im Zuge der „Generalsanierung“ im 2. Halbjahr 2024 zurückgebaut und durch ETCS Level 2 ersetzt                                                                                         |
| 4020          | Mannheim – Karlsruhe                             | Waghäusel-Saalbach Abzw. (km 31,7) – Karlsruhe Hbf (km 59,7)        | Hockenheim 2                                                                                   | 28,0 km       | 200  | Ab Waghäusel-Saalbach in Richtung Mannheim, weiter über Strecke 4080 |
| 4080          | Mannheim – Stuttgart                             | Mannheim Hbf (km 2,1) – Stuttgart-Zuffenhausen (km 99,5)            | Hockenheim 1 • Vaihingen (Enz)                                                                 | 97,6 km       | 280  | |
| 4280          | Karlsruhe – Basel (CH)                           | Baden-Baden (km 102,2) – Offenburg (km 145,5)                       | Achern • Offenburg                                                                             | 43,3 km       | 250  | Die Strecke Baden-Baden – Offenburg ist mit der erweiterten Linienzugbeeinflussung CIR-ELKE ausgestattet.                                                                                        |
| 4000          | Karlsruhe – Basel (CH)                           | Offenburg (km 145,5) – Basel Bad Bf (km 269,8)                      | Offenburg • Kenzingen • Leutersberg • Buggingen • Weil am Rhein                                | 124,3 km      | 160  | Die Strecke Offenburg – Basel ist mit der erweiterten Linienzugbeeinflussung CIR-ELKE ausgestattet. Gefahren wird auf diesem Abschnitt maximal 160 km/h.                                         |
| 4280          | Karlsruhe – Basel (CH)                           | Katzenbergtunnel (km 245,4 bis 254,8 km)                            | Weil am Rhein                                                                                  | 9,4 km        | 250  | Der Katzenbergtunnel ist mit der erweiterten Linienzugbeeinflussung CIR-ELKE ausgestattet. |
| 4312          | Güterumgehungsbahn Freiburg                      | Abzw Gundelfingen (km 0,0) – Freiburg Gbf (km 2,7)                  | Leutersberg                                                                                    | 2,7 km        | 100  | CIR-ELKE |
| 4312          | Güterumgehungsbahn Freiburg                      | Freiburg Süd (km 8,4) – Abzw Leutersberg (km 11,1)                  | Leutersberg                                                                                    | 2,7 km        | 100  | CIR-ELKE |
| 5216          | Nantenbacher Kurve                               | Abzw Nantenbach (km 0,0) – Rohrbach (km 10,7)                       | Würzburg                                                                                       | 10,7 km       | 200  | Die LZB-Zentrale Würzburg wurde 2018 auf CIR-ELKE hochgerüstet. |
| 5300          | Augsburg – Donauwörth                            | Gersthofen (km 5,1) – Donauwörth (km 39,7)                          | Augsburg Hbf                                                                                   | 34,6 km       | 200  | Die LZB-Zentrale Augsburg wurde 2018 auf CIR-ELKE hochgerüstet. |
| 5302          | Augsburg – Ulm                                   | Diedorf (Schwab.) (km 8,6) – Dinkelscherben (km 27,8)               | Dinkelscherben                                                                                 | 19,2 km       | 200  | Die LZB-Zentrale Dinkelscherben ist mit der erweiterten Linienzugbeeinflussung CIR-ELKE ausgestattet.                                                                                            |
| 5501          | München–Treuchtlingen                            | München-Obermenzing Abzw. (km 6,9) – Petershausen (km 38,7)         | Petershausen                                                                                   | 31,8 km       | 200  | Bis 2014 sollte ein weiterer Abschnitt (Kilometer 38,400 bis 62,100) mit LZB ausgerüstet werden (Stand: 2009), 2025 schrieb die DB eine Verlängerung der LZB-Ausrüstung von km 38,9 bis 59,5 aus |
| 5503          | München – Augsburg                               | Olching (km 14,2) – Augsburg Bft Haunstetter Straße (km 60,2)       | Mering                                                                                         | 46,0 km       | 230  | Die LZB-Zentrale Mering ist mit der erweiterten Linienzugbeeinflussung CIR-ELKE ausgestattet. |
| 5505          | München Donnersbergerbrücke – Abzw Heimeranplatz | München-Donnersbergerbrücke (km 1,0) – Abzw Heimeranplatz (km 2,9)  | München Donnersbergerbrücke                                                                    | 1,9 km        | 90   | Streckenwechsel in München Donnersbergerbrücke zu 5540; Die S-Bahn-Stammstrecke München ist mit der erweiterten Linienzugbeeinflussung CIR-ELKE ausgestattet.                                    |
| 5540          | Stammstrecke (S-Bahn München)                    | München-Pasing (km 6,3) – München Hbf (tief) (km 0,0)               | München Donnersbergerbrücke                                                                    | 6,3 km        | 120  | Streckenwechsel in München Hbf zu 5550; Die S-Bahn-Stammstrecke München ist mit der erweiterten Linienzugbeeinflussung CIR-ELKE ausgestattet.                                                    |
| 5550          | Stammstrecke (S-Bahn München)                    | München Hbf (tief) (km 0,0) – München Ost Pbf (km 3,7)              | München Donnersbergerbrücke                                                                    | 3,7 km        | 80   | Streckenwechsel in München Hbf zu 5540; Die S-Bahn-Stammstrecke München ist mit der erweiterten Linienzugbeeinflussung CIR-ELKE ausgestattet.                                                    |
| 5850          | Regensburg–Nürnberg                              | Nürnberg Hbf (km 98,0) – Nürnberg-Reichswald Abzw. (km 91,1)        | Fischbach                                                                                      | 6,9 km        | 160  | Streckenwechsel mit Kilometersprung in N-Reichswald zu 5934 |
| 5910          | Fürth – Würzburg                                 | Neustadt (Aisch) (km 34,8) – Iphofen (km 62,7)                      | Neustadt (Aisch)                                                                               | 27,9 km       | 200  | Die Streckenzentrale wurde im Juni 2020 auf CIR-ELKE migriert |
| 5934          | Nürnberg–Ingolstadt                              | Nürnberg-Reichswald Abzw. (km 9,4) – Ingolstadt (km 88,7)           | Fischbach • Kinding                                                                            | 79,3 km       | 300  | Streckenwechsel mit Kilometersprung in N-Reichswald von 5850 |
| 6100          | Berlin–Hamburg                                   | Berlin-Albrechtshof (km 16,5) – Hamburg-Allermöhe (km 273,1)        | Nauen • Glöwen • Wittenberge • Hagenow Land • Rothenburgsort                                   | 256,6 km      | 230  | Die Strecke Berlin – Hamburg ist mit der erweiterten Linienzugbeeinflussung CIR-ELKE ausgestattet.                                                                                               |
| 6105          | Priort–Nauen                                     | Priort (km 78,3) – Wustermark (km 79,6)                             | Ruhleben                                                                                       | 1,3 km        | 80   | Hochgerüstet auf CIR-ELKE; in Wustermark Übergang zur Strecke 6185 |
| 6107          | Lehrter Bahn                                     | Wustermark Rbf (km 27,7) – Wustermark Awn (km 31,3)                 | Ruhleben                                                                                       | 3,6 km        | 160  | Hochgerüstet auf CIR-ELKE |
| 6107          | Bindfelde – Stendal                              | Abzw Bindfelde (km 99,9) – Stendal (km 101,7)                       | Rathenow                                                                                       | 1,8 km        | 160  | Streckenwechsel zu 6427/6428 |
| 6107          | Oebisfelde – Hannover                            | Oebisfelde (km 168,9) – Lehrte (km 238,5)                           | Fallersleben 1/2/3                                                                             | 69,6 km       | 200  | Streckenwechsel in Oebisfelde zu 6185 |
| 6132          | Berlin – Bitterfeld                              | Berlin-Lichterfelde Ost (km 10,6) – Bitterfeld (km 132,1)           | Ludwigsfelde • Jüterbog • Wittenberg • Bitterfeld                                              | 121,5 km      | 200  | Streckenwechsel mit Kilometersprung in Bitterfeld auf 6411 |
| 6185          | Berlin – Oebisfelde                              | Berlin-Spandau (km 111,0) – Oebisfelde (km 269,4)                   | Ruhleben • Rathenow • Fallersleben 1                                                           | 158,4 km      | 250  | Streckenwechsel in Oebisfelde zu 6107 |
| 6363          | Leipzig – Dresden                                | Leipzig-Sellerhausen (km 3,5) – Riesa (km 59,4)                     | Wurzen                                                                                         | 55,9 km       | 200  | zurzeit außer Betrieb |
| 6399          | Oebisfelde – Fallersleben                        | Vorsfelde (km 7,3) – Sülfeld (km 20,0)                              | Fallersleben 2                                                                                 | 12,7 km       | 160  | |
| 6401          | Bahnhof Wittenberge                              | Wittenberge (km 53,3) – Streckenende (km 54,4)                      | Wittenberge                                                                                    | 1,1 km        | 80   | Streckenwechsel zu 6100 |
| 6411          | Bitterfeld – Leipzig                             | Bitterfeld (km 49,0) – Leipzig Messe (km 72,3)                      | Bitterfeld                                                                                     | 23,3 km       | 200  | Streckenwechsel mit Kilometersprung in Bitterfeld auf 6132 |
| 6427          | Staffelde – Bindfelde                            | Abzw Staffelde (km 0,0) – Abzw Bindfelde (km 1,2)                   | Rathenow                                                                                       | 1,2 km        | 130  | Streckenwechsel zu 6185 |
| 6428          | Staffelde – Bindfelde                            | Abzw Staffelde (km 0,0) – Abzw Bindfelde (km 2,4)                   | Rathenow                                                                                       | 2,4 km        | 130  | Streckenwechsel zu 6185 |
| 6441          | Bahnhof Ludwigslust                              | Ludwigslust (km 29,9) – (km 32,0)                                   |                                                                                                | 2,1 km        | 120  | Streckenwechsel zu 6100 |

Im Zuge der Zweiten Stammstrecke München soll die Linienzugbeeinflussung im Bahnhof München-Pasing und auf S-Bahn-Strecken westlich davon eingebaut werden. Der Baubeginn ist für 2024 geplant, die Inbetriebnahme soll spätestens zusammen mit der Zweiten Stammstrecke erfolgen.

#### S-Bahn München (DB)
Um eine Zugfolge von 90 Sekunden (einschließlich eines Puffers von 18 Sekunden) zu erreichen, war die Stammstrecke der S-Bahn München bei ihrer Inbetriebnahme im Jahr 1972 mit LZB ausgerüstet. Dabei war bis Ende der 1960er Jahre noch geplant, im Bremswegabstand (unter Nutzung der selbsttätigen Zugschlussüberwachung der Fahrzeuge) zu fahren. In einer Steuerzentrale sollte ein Rechner für jeden Zug anhand der Streckenbelegung die jeweils günstigste Fahrgeschwindigkeit errechnen und über den Linienleiter an das Führerstandsanzeigegerät übertragen, um die wirtschaftlichste Fahrweise zu erreichen. Ebenfalls sollte über die LZB der Leistungsbedarf geglättet werden, indem nicht viele Züge gleichzeitig anfahren. Für die S-Bahn München wurde die auf der Bahnstrecke München–Augsburg verwendete LZB-Technik, geringfügig modifiziert, übernommen. In einer zweiten Stufe sollte die LZB auf das gesamte S-Bahn-Netz ausgedehnt und für den Endausbau war ein vollautomatischer Betrieb mit selbsttätigen Zugfahrten und selbsttätiger Steuerung des Betriebs vorgesehen.
Diese LZB war technisch für eine Mindestzugfolgezeit von 90 Sekunden (40 Züge pro Stunde und Richtung) inklusive einer Toleranz von 20 % ausgelegt und wurde in den 1970er Jahren mehrmals verändert:
- Mit der 1972 eingebauten LZB wurde nur im Versuchsbetrieb gefahren. Als Mindestabstand zwischen dem Zugschluss des vorausfahrenden S-Bahn-Zugs und der Zugspitze des nachfolgenden S-Bahn-Zugs waren mindestens 12,5 m Toleranz des Zugschlusses + 25,0 m Durchrutschweg + 37,5 m Schutzabstand (insgesamt 75,0 Meter) vorgesehen. Die Linienleiterschleifen waren etwa alle 100 Meter zur Kalibrierung der Wegmessung gekreuzt, im Stationsbereich öfter mit je einer LZB-Kreuzungsstelle 6,25 Meter[90] vor dem betrieblichen Sollhaltepunkt. Ferner erfolgte alle 12,5 m nochmals eine Feinortung am Rad. Jede Steuerstelle konnte höchstens neun Züge mit einer maximalen Übertragungsweite von 12,7 Kilometer ansteuern. Die Signalisierung sollte per Führerstandssignalisierung erfolgen, deren Zielpunkte sehr dicht gewählt und die Soll-Geschwindigkeit in 100-Meter-Schritten abgebildet werden konnten. Die Gleisfreimeldung war mittels automatischer Zugschlusskontrolle und der Feinortung alle 12,5 Meter per Übertragung der Abschnittsnummer an das LZB-Streckengerät vorgesehen; somit war eine Minimierung der Zugfolge nur unmittelbar zwischen zwei mit dieser LZB ausgerüsteten Zügen möglich.[92]
- In den 1970er Jahren wurde die LZB von 1972 aufgrund der Nichtanwendbarkeit auf Nicht-LZB-Züge dahingehend modifiziert, dass jeder 210 Meter lange Bahnsteigabschnitt in zwei Gleisfreimeldeabschnitte unterteilt wurde, um ein Nachrücken eines Folgezuges nach Räumung des halben Bahnsteigbereichs zu ermöglichen – mit einer höheren Mindestzugfolgezeit als zuvor. Auch diese Modifizierung ging nicht in den Regelbetrieb.[90]
- Ende der 1970er Jahre wurde die 1972 eingebaute und später modifizierte LZB schließlich ähnlich zur damaligen Fernbahn-LZB an das seit 1972 genutzte H/V-Signalsystem angepasst, das ursprünglich nur als Reservesignalsystem gedacht war. Im Regelbetrieb fuhren nur ein Teil der S-Bahn-Züge mit LZB, bis diese 1983 abgebaut wurde.[90]

Aufgrund geringer Verfügbarkeit, des hohen Instandhaltungsaufwands und des Mangels betrieblichen Nutzens wurde dieses System 1983 außer Betrieb genommen und abgebaut. Durch Optimierungen am H/V-Signalsystem konnte auch ohne LZB-Einsatz ein Durchsatz von 24 Zügen pro Stunde erreicht werden.
Die LZB ging im Dezember 2004, auf Grundlage neuer Technik, wieder in Betrieb, um den Durchsatz von 24 auf 30 Züge pro Stunde und Richtung zu steigern, die technische Leistungsfähigkeit liegt bei 37,5 Zügen pro Stunde und Richtung. Seit 2018 werden weitere Triebzüge der Baureihe 420 mit LZB ausgerüstet.

### Österreich (ÖBB)
Ab 1991 wurde die Westbahn mit LZB ausgerüstet. Zunächst wurde die LZB auf einem 25 Kilometer langen Abschnitt zwischen den Hauptbahnhöfen Linz und Wels eingebaut. Zum Fahrplanwechsel am 23. Mai 1993 verkehrten in Österreich erstmals (EuroCity-)Züge mit einer Geschwindigkeit von 200 km/h. Die LZB wurde später auf den Abschnitt St. Pölten – Attnang-Puchheim (ohne die Abschnitte Ybbs–Amstetten, Linz Kleinmünchen–Linz Leonding) ausgedehnt. Seit dem 9. Dezember 2012 erlaubt die LZB zwischen St. Valentin und Linz Kleinmünchen erstmals eine Höchstgeschwindigkeit von 230 km/h, die vom Railjet und ICE T auch gefahren wird.
Im Jahr 2022 wurde am Streckenabschnitt Linz Hauptbahnhof–Attnang-Puchheim (km 190,5 – km 240,4) die LZB wegen Veralterung der im Stellwerk Wels verwendeten LZB-Version abgebaut. Seit August 2023 kommt dort ETCS Level 2 zum Einsatz. Die Außerbetriebnahme der LZB und Umrüstung auf ETCS im verbleibenden Abschnitt St. Pölten – Linz erfolgt bis 2030.
Aktuell in Betrieb befindlicher mit LZB ausgerüsteter Streckenabschnit:
- St. Pölten Hbf–Linz Kleinmünchen (km 63,5 – km 183,3)

### Schweiz (SBB)
In den 1970er Jahren wurden im Netz der Schweizerischen Bundesbahnen (SBB) die beiden Strecken Lavorgo–Bodio und Turgi–Koblenz versuchsweise mit Linienzugbeeinflussung ausgerüstet. Die eingesetzte LZB-Variante wurde als UIC-LZB bezeichnet. Die Versuche wurden 1981 abgeschlossen und der Entscheid gefällt, das System nicht weiter zu verfolgen. Es wurde geurteilt, dass das System zwar die Funktion erfülle, aber zu kostspielig sei, so dass es nur dort notwendig würde, wo das herkömmliche Signalsystem aufgrund der hohen Geschwindigkeiten nicht ausreichen würde. Es wurde darauf gesetzt, dass bis zum Bau der Neuen Haupttransversale (NHT) ein rechnergestütztes Zugsicherungssystem mit Kommunikation über Funk zur Verfügung stehen würde, was bei der Neubaustrecke Mattstetten–Rothrist mit der Anwendung von ETCS Level 2 tatsächlich der Fall war. In anderen Quellen wurde als Hauptziel der LZB-Versuche anstelle der Erhöhung der Fahrgeschwindigkeit die höhere Sicherheit des Eisenbahnbetriebes und die Verkürzung der Zugfolgezeiten genannt.
Ende 1971 hatten die SBB der Standard Telephon & Radio AG (STR) den Auftrag erteilt, die Gotthard-Südrampe zwischen Lavorgo (Standort der Streckenzentrale) und Bodio mit dem LZB-System L72 der SEL auszurüsten. Gleichzeitig erhielt die Brown Boveri AG den Auftrag, ein Fahrzeuggerät für die sechs Re 4/4II 11299 bis 11304 zu entwickeln, die 1973 abgeliefert wurden. Auch Regionalverkehrszüge RABDe 8/16 wurden ausgerüstet. Im September 1974 wurde das System erstmals getestet. Im Frühjahr 1975 begann der Versuchsbetrieb. Am 1. Juli 1976 wurden die ortsfesten Anlagen durch die SBB übernommen. Täglich verkehrten rund 15 Züge unter LZB-Führung über die Strecke. Dieses System berücksichtigte in der Bremswegberechnung bereits die Neigungsverhältnisse der Strecke und besaß vier als „virtuelle Blockstrecken“ bezeichnete Teilblöcke. Während das System weitgehend mit dem auf der Bahnstrecke Bremen–Hamburg eingesetzten System übereinstimmte, entschieden sich die SBB für ein anderes Verlegesystem, das der UIC-Norm A3 statt B3 entsprach.

### Malaysia (KLIA Ekspres)

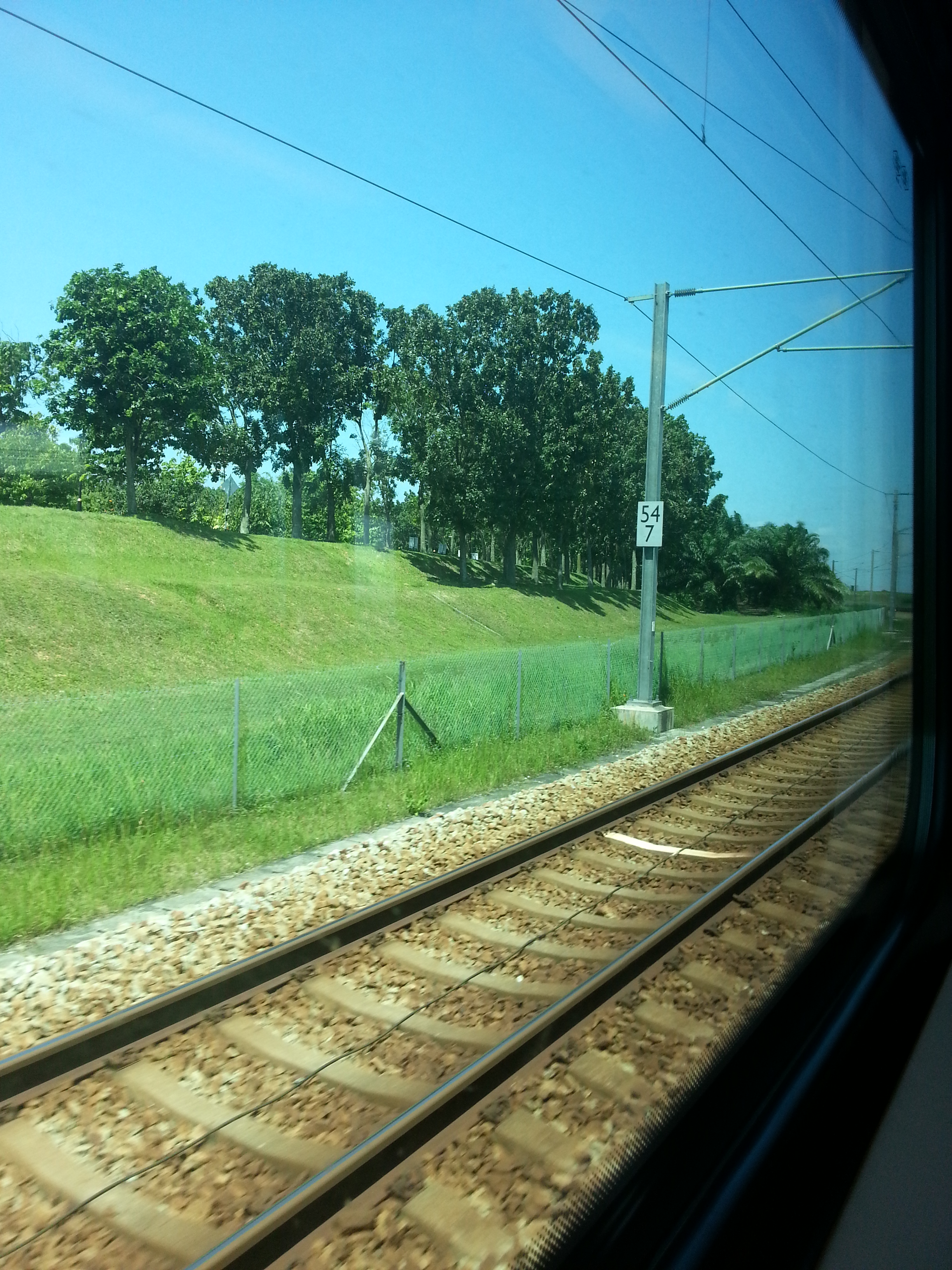
ZSL-90 auf dem KLIA Ekspres in Kuala Lumpur

In Malaysia nutzt der normalspurige 56 km lange Flughafen-Express KLIA Ekspres das Linienleitersystem ZSL-90 für Geschwindigkeiten von bis zu 160 km/h.

### Spanien (ADIF)
- Madrid – Córdoba – Sevilla (zwölf Zentralen/480 km). Die Strecke ist seit April 1992 in Betrieb. Die LZB soll 2025[103] durch ETCS Level 2 ersetzt werden
- Seit März 2004 ist auch der Endbahnhof Madrid-Atocha mit LZB ausgerüstet.
- Im November 2005 wurde ein Abzweig nach Toledo in Betrieb genommen (20 km).
- Seit dem 16. Dezember 2006 ist das Teilstück Córdoba–Antequera in Betrieb (zwei Zentralen / 102 km). Dieses Teilstück gehört zur Strecke Córdoba–Málaga (drei Zentralen / 154 km). Die dritte Zentrale ging Ende 2007 in Betrieb.
- S-Bahn Madrid, Linie C5 von Humanes über Atocha nach Móstoles (zwei Zentralen / 45 km und 76 Triebzüge der Reihe 446). Der Betrieb erfolgt im ATO-Modus, die Züge werden von der LZB über die automatische Fahr- und Bremssteuerung (AFB) gesteuert und halten automatisch mit einer Toleranz von ±20 cm an den Bahnsteigen.

### Spanien (Euskal Trenbide Sarea)
Die spanischen Schmalspurbahnen benutzen ein für deutsche Industriebahnen entwickeltes verwandtes System:
- Bilbao-Atxuri – Durango – Zarautz – Donostia-San Sebastián – Hendaye
- Bilbao-Deustu – Lezama

## Linienförmige Zugbeeinflussung bei U-Bahnen und Stadtbahnen
LZB-Technik wird nicht nur bei Eisenbahnen eingesetzt, sondern auch bei U- und Stadtbahnen. Aufgrund der unterschiedlichen Anforderungen unterscheidet sich die verwendete Technik aber teilweise erheblich von den Vollbahnsystemen. Insbesondere bei den Kurzschleifensystemen LZB 500 und LZB 700 von Siemens lassen sich die unter Funktionsweise genannten Prinzipien nicht anwenden.

### Hamburger Hochbahn
Die Hamburger Hochbahn (HHA) erprobte auf Streckenabschnitten der Linie U1 als erstes Unternehmen im Deutschland den automatisierten Fahrbetrieb. Ziel waren Kosteneinsparungen und eine Verbesserung der Qualität. Nach der Ausrüstung der Strecke Ritterstraße–Trabrennbahn mit Linienleiter mit 30 m langen Schleifen fanden ab 1967 mit den zwei DT2-Einheiten 9388/9389 (AEG-Ausrüstung) und 9426/27 (Siemens-Ausrüstung) sowie kurze Zeit später auch mit dem DT3-Prototyp 9600/01/02 (je ein Führerstand mit AEG- und einer mit Siemens-Ausrüstung) Erprobungen statt. In den 1970er Jahren erfolgten auf dem dritten Gleis zwischen den Stationen Farmsen und Berne weitere Versuche (Projekt PUSH = Prozessrechnergesteuertes U-Bahn-Automatisierungs-System Hamburg). Schließlich fuhren vom 31. Oktober 1982 bis zum 8. Januar 1985 auf der zehn Kilometer langen Strecke zwischen den Stationen Volksdorf und Großhansdorf sechs auf LZB-Betrieb umgebaute DT3-Einheiten im regulären Fahrgastbetrieb. Danach wurde der automatisierte Betrieb wieder eingestellt. Die Hochbahn plant keine Wiedereinführung. Die seit Anfang der 1970er Jahre auf dem gesamten Netz verlegten Linienleiter werden zur Zugtelefonie verwendet.

### Berliner U-Bahn
Die ersten Versuche mit Linienzugbeeinflussung auf der Berliner U-Bahn erfolgten bereits 1928 im Bahnhofsbereich Krumme Lanke bzw. 1958/1959 mit Tonfrequenz-Wechselstromschleifen.
Auf der Berliner U-Bahn-Linie U9 fuhr von 1976 bis 1993 ein Teil der Züge nach LZB. Entsprechende Versuchsfahrten wurden ab 1965 erfolgreich absolviert, beginnend mit dem kurzen Abschnitt zwischen der Kehranlage Zoologischer Garten und dem U-Bahnhof Spichernstraße. Ferner wurden bis 1998 weitere Versuche des „fahrerlosen Kehrens“ zum automatischen Fahrtrichtungswechsel der U-Bahn-Züge hinter den Endstationen durchgeführt. Auf der U9 kam das Kurzschleifensystem LZB 500 (in Berlin als LZB 501 bezeichnet) mit standardmäßig 64 m langen LZB-Schleifen zum Einsatz. Die Außerbetriebnahme der LZB erfolgte aus wirtschaftlichen Gründen, da die vorhandenen Signal- und Zugbeeinflussungssysteme zur Sicherstellung der dort erforderlichen Zugfolgezeiten als ausreichend erachtet wurden.
Weitere Versuche mit kontinuierlichen Zugbeeinflussungssystemen und automatischem Fahren fanden auf den Linien U2 (SelTrac), U4 (SelTrac) und U5 (STAR) statt, wobei STAR zur Datenübertragung die Funktechnik (Funkzugbeeinflussung) statt der Linienleiterschleifen nutzte.

### Stadtbahn Düsseldorf, Duisburg, Krefeld, Meerbusch, Mülheim an der Ruhr
Die Tunnelstrecken auf den Stadtbahnen in Duisburg und zum Teil in Mülheim an der Ruhr sind mit dem Zugbeeinflussungssystem LZB L90 von Alcatel- bzw. SEL ausgerüstet. Es wird ein automatischer Fahrbetrieb mit Fahrer durchgeführt, der Fahrer betätigt hierbei zur Abfahrt eine Starttaste und überwacht während der Fahrt Fahrzeug und Strecke, ohne im Regelbetrieb in die Fahrzeugsteuerung einzugreifen.
Dasselbe Zugbeeinflussungssystem wurde auf der Oberflächenstrecke von Düsseldorf über Meerbusch nach Krefeld (zwischen den Haltestellen Düsseldorf-Lörick und Krefeld-Grundend) eingebaut und war ebenfalls auf der ersten und zweiten Stammstrecke der Stadtbahn Düsseldorf in Betrieb. Im Rahmen der Umstellung auf eine Punktförmige Zugbeeinflussung wurde die LZB in Düsseldorf nach und nach außer Betrieb genommen. Auf der Strecke nach Krefeld wurde das System am 12. März 2023 abgeschaltet. Die letzten LZB-Streckenabschnitte wurden am 17. Januar 2025 abgeschaltet, womit nun das gesamte Zugsicherungsnetz der Stadtbahn Düsseldorf auf eine Punktförmige Zugbeeinflussung umgerüstet worden ist.
Auch in Duisburg und Mülheim an der Ruhr läuft die Punktförmige Zugbeeinflussung bereits seit 2022 im Parallelbetrieb mit der LZB und diese geht voraussichtlich Ende 2025 außer Betrieb, sobald die letzten GT10NC-DU ausgemustert werden.

### U-Bahn Wien
Auch in Wien ist, mit Ausnahme der Linie U6, das gesamte U-Bahn-Netz seit seiner Inbetriebnahme mit einer linienförmigen Zugbeeinflussung, dem Kurzschleifensystem LZB 500 von Siemens (LZB 503/513), ausgerüstet und bietet die Möglichkeit des automatischen Fahrens, bei der der Fahrer eine Überwachungsfunktion ausübt. Auf eine Rückfallebene mit konventionellen Lichtsignalen wurde in Wien verzichtet. Bei der Wiener U-Bahn werden Kurzschleifen mit einer Länge von 74 m eingesetzt. Die Linienleiterschleifen verlaufen bei der U-Bahn Wien nicht wie sonst üblich in Gleismitte und im Schienenfuß, sondern zweimal im Gleis außerhalb des Stopfbereiches. Dafür wurden besondere Betonschwellen mit eingearbeiteten Linienleiteraufnahmen entwickelt.
An beiden Endstationen der Wiener U4 – in Heiligenstadt seit 2000, in Hütteldorf seit 1990 – werden alle Züge automatisch gewendet, indem der Fahrer am Ankunftsbahnsteig aussteigt, per Schlüsselschalter die Automatikfahrten nacheinander anfordert, am Beginn des Abfahrtsbahnsteigs den Zug wieder übernimmt und entlang des Bahnsteigs zum entsprechenden Haltepunkt vorfährt. Letzteres ist nötig, weil im Gegensatz zu den Nürnberger U-Bahn-Linien U2 und U3 eine selbsttätige Gleisraumüberwachung im Bahnsteigbereich fehlt.
Aufgrund zufriedenstellender Ergebnisse wurde auch die Station Aspernstraße der U2 mit einer automatischen Wendeanlage ausgerüstet.

### U-Bahn München
Das Netz der Münchner U-Bahn ist ebenso wie das in Wien bereits seit seiner Inbetriebnahme mit dem Kurzschleifensystem LZB 500 (LZB 502/512) ausgestattet. Es wurde um 2005 durch das Fahrzeuggerät M21 ersetzt.
Im Regelbetrieb wird tagsüber nach LZB gefahren. Abends ab 23 Uhr bis Betriebsschluss wird von Hand und unter Beachtung der ortsfesten Signale gefahren, damit die Fahrer im Handfahrbetrieb (sog. Fahren nach ortsfesten Signalen (FO)) geübt bleiben. Früher wurde von 21 Uhr sowie sonntags von Hand gefahren. Es ist dabei vorgeschrieben, dass jeder Fahrer eine bestimmte monatliche Anzahl an Fahrstunden nach ortsfesten Signalen erreichen muss.
Beim Fahren nach LZB bedient der Fahrer nach dem Aufstarten bzw. nach jeder Zugabfertigung gleichzeitig zwei Starttasten. Anschließend überwacht der Fahrer den Gleisraum, bedient die Türen, übernimmt die Zugabfertigung und steht für den Störungsfall bereit. Dabei kann der Fahrer sowohl manuell anhand der im Führerstand angezeigten Maximalgeschwindigkeit als auch mit Automatischer Fahr-Bremssteuerung (AFB) fahren; ortsfeste Signale sind in beiden LZB-Fahrweisen dunkelgeschaltet. Die zugnummernabhängige Umschaltung zwischen Fahren nach ortsfesten Signalen (FO) und Fahren nach LZB erfolgt stellwerksseitig, das heißt inzwischen per Fernsteuerung von der U-Bahn-Betriebsleitzentrale aus. Bei Störungen der Zugsicherung wird manuell auf Ersatzsignal gefahren.
Die Münchner U-Bahn ist standardmäßig mit 78 m langen LZB-Schleifen ausgestattet, die im Gefälle der Regelfahrtrichtung entsprechend verlängert werden. Dadurch wird zumindest in Regelfahrtrichtung der LZB-Standardbremsweg über stets drei LZB-Schleifen gewährleistet; eine weitere LZB-Schleife dient der sicheren Abstandshaltung. Dabei kann ein nachfolgender Zug auf bis zu 80 Meter auf einen an einem Bahnsteig stehenden oder aus dem Bahnsteig ausfahrenden Zug aufrücken. In der LZB können zusätzliche Haltepositionen festgelegt werden. Im Bereich der Bahnhöfe werden aufgrund der Bahnsteiglänge von 120 m die LZB-Schleifen so angeordnet, dass am jeweiligen Ausfahrsignal ein Durchrutschweg von 96 m in der Ebene resultiert.
Derzeit ist eine Automatisierung des Abstellens und Wendens von Leerzügen in Wendeanlagen mit Hilfe der LZB als Vorstufe zum vollautomatischen Betrieb in Planung.

### U-Bahn Nürnberg
Bei der U-Bahn Nürnberg wird mit der Inbetriebnahme der Linie U3 ein vollautomatischer Betrieb ohne Fahrer realisiert. Die Züge der Baureihe DT3 fahren dabei auf Strecken, die mit linienförmiger Zugbeeinflussung ausgestattet sind, und besitzen keinen abgetrennten Führerstand mehr, sondern nur noch einen Notfahrstand. Das System wurde von Siemens und der Betreiberin VAG Verkehrs-Aktiengesellschaft Nürnberg gemeinsam entwickelt und sollte weltweit das erste sein, bei dem fahrerlose Züge und konventionelle Züge auf einem gemeinsamen Streckenabschnitt (der von der bestehenden Linie U2 und der neuen U3 genutzt wird) im Regelbetrieb verkehren. Anfangs fuhr in jedem Zug ein Kundenbetreuer mit, inzwischen verkehren die meisten Züge unbegleitet.
Nach mehrjährigen Verzögerungen wurde der abschließende dreimonatige Testbetrieb ohne Fahrgäste am 20. April 2008 erfolgreich abgeschlossen, die endgültige Betriebsgenehmigung der technischen Aufsichtsbehörde wurde am 30. April 2008 erteilt. In einem wenige Tage danach begonnenen stufenweisen Vorlaufbetrieb mit Fahrgästen wurde zunächst an Sonn- und Feiertagen, dann auch wochentags zu Schwachlastzeiten und schließlich täglich nach dem morgendlichen Berufsverkehr (in dem ein Vorlaufbetrieb aufgrund der zu dichten Zugfolge der U2 vor der Fahrplanumstellung nicht möglich war) gefahren. Die offizielle Eröffnung der U3 erfolgte am 14. Juni 2008 in Anwesenheit des bayrischen Ministerpräsidenten und des Bundesverkehrsministers, der Regelbetrieb begann mit der Fahrplanumstellung am 15. Juni 2008. Am 2. Januar 2010 wurde die Linie U2 ebenfalls auf automatischen Betrieb umgestellt.
Verwendet wird hier die am weitest entwickelte Version des Kurzschleifensystems LZB 500 von Siemens, die LZB 524 mit einer Schleifenlänge von standardmäßig 90 m. Als Besonderheit erfolgt auf den reinen U3-Strecken, wo keine fahrergeführten Züge verkehren, auch die Gleisfreimeldung über die LZB; die ortsfeste streckenseitige Gleisfreimeldung ist nur noch rudimentär als Rückfallebene vorhanden.
Außerdem werden über die Linienzugbeeinflussung auch nicht-sicherheitsrelevante Informationen des fahrerlosen Betriebs wie Aufträge zum Fahrtrichtungswechsel, das Zugziel und Fahraufträge übermittelt.

### Stadtbahn London (DLR)
Die Docklands Light Railway im Osten Londons fährt seit ihrer Inbetriebnahme automatisch mit Zügen ohne Führerstand. Die Züge werden dabei von einem als Train Chief bezeichneten Mitarbeiter begleitet, der für das Schließen der Türen und das Erteilen des Abfahrbefehls zuständig ist, sich während der Fahrt aber hauptsächlich der Kundenbetreuung und Fahrscheinkontrolle widmet. Im Störungsfall können die Züge durch den Train Chief von einem Notführerstand von Hand gefahren werden. Die eingesetzte linienförmige Zugbeeinflussung ist das von Alcatel hergestellte und aus der für die Deutsche Bundesbahn entwickelten LZB von Standard Elektrik Lorenz (SEL) weiterentwickelte System SelTrac.

## Europaweit genormtes Nachfolgesystem

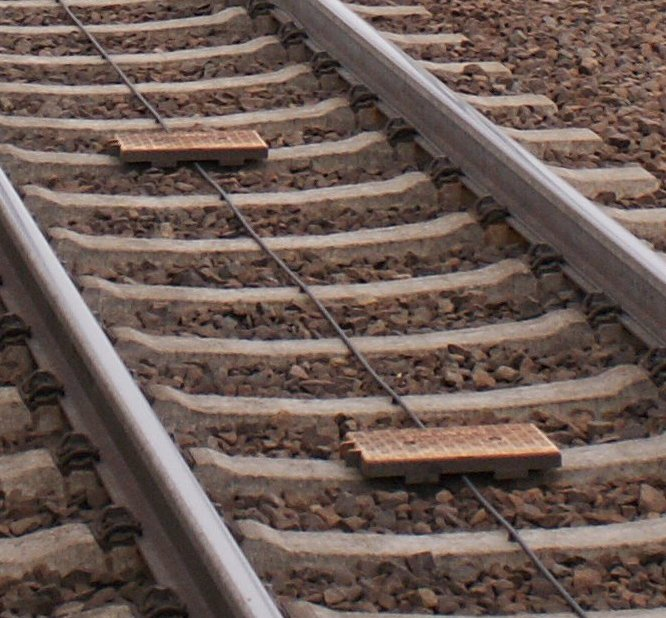
Eurobalisen für ETCS in Wittenberg. Auf der Bahnstrecke Berlin–Halle fand um 2006 probeweise ein Parallelbetrieb von LZB und ETCS statt.

2013 war geplant, die LZB im Netz der DB zwischen 2025 und 2030 sukzessive durch ETCS Level 2 zu ersetzen. Die streckenseitige Ausrüstung mit LZB-L72 wurde vom Hersteller Thales für 2012 abgekündigt. Bestehende Strecken wurden bis 2023 auf LZB-L72-CE (CIR-ELKE) umgestellt, als letzte am 14. November 2023 die Zentrale in Gelnhausen. Etwa 75 % der LZB-Strecken sollten eine Doppelausrüstung mit ETCS Level 2 erhalten. Fast alle LZB-Strecken sollten bis mindestens 2026 mit fahrzeugseitiger LZB nutzbar bleiben. Anschließend sollte die Streckenausrüstung der LZB schrittweise außer Betrieb genommen werden, wobei die letzten LZB-Strecken 2030 außer Betrieb gehen sollten, da auch der Hersteller die Systempflege für LZB-L72-CE nur bis maximal 2030 zusicherte. Im Rahmen der Konzentration des ETCS-Rollouts auf den Korridor A (Rotterdam–Genua) war die erste Doppelausrüstung LZB / ETCS für den Korridor Basel–Offenburg vorgesehen. Das bisherige Pilotprojekt hat ergeben, dass ETCS Level 2 alle betrieblichen Anforderungen des Systems LZB einschließlich der Hochleistungsblockfunktion übernehmen kann. Im Zuge der Umstellung von LZB auf ETCS werden voraussichtlich eine Reihe von bestehenden Stellwerken durch neue Elektronische oder Digitale Stellwerke ersetzt werden müssen.
Die LZB ist ein hauptsächlich auf deutsche Verhältnisse und Erfordernisse zugeschnittenes System. Im Zuge der Vereinheitlichung und Normung der europäischen Bahnsysteme wurde als einheitliches Zugbeeinflungssystem innerhalb der Europäischen Union ETCS vorgeschrieben, diese Entwicklung wird auch von der Schweiz als Binnenland innerhalb der EU mitgetragen. ETCS wird inzwischen an verschiedenen Strecken erprobt. Die LZB wird innerhalb von ETCS als Klasse-B-System geführt, für das ein genormtes Anpassungsmodul (Specific Transmission Module, STM) existiert, das den Betrieb von dafür ausgerüsteten ETCS-Fahrzeugen auf LZB-Strecken erlaubt. Ebenso ist die parallele Ausrüstung von Strecken mit ETCS und LZB möglich und zugelassen, wobei jedoch laut Norm ETCS die sicherungstechnische Führungsrolle übernehmen muss.
Bei einer Parallelausrüstung besteht die Möglichkeit, den ETCS-Einstieg (Anfangsbalisen) in Fahrtrichtung vor die LZB-Voreinstellschleife zu legen. Liegen die Anfangsbalisen hingegen in Fahrtrichtung hinter dem LZB-Beginn, wird die LZB-Datenübertragung bei Aufnahme in ETCS abgebrochen. Zur Vermeidung von Fehlermeldungen ist dabei eine CIR-ELKE-LZB-Zentrale mit speziellen Anpassungen erforderlich. Zum Übergang von ETCS auf LZB wird das ETCS-Fahrzeuggerät per Ankündigungsbalise zum Systemwechsel aufgefordert, für den Übergang von der LZB zu ETCS kommen Ankündigungs- oder Transitionsbalisen zum Einsatz. Neben dieser automatischen Transition ist auch ein manueller, vom Triebfahrzeugführer ausgelöster, Übergang zwischen den Zugbeeinflussungssystemen möglich. Während ein direkter Übergang von LZB zu ETCS Level 2 möglich ist, ist für den Übergang von ETCS Level 2 zu LZB ein Zwischenabschnitt mit PZB erforderlich.
In Spanien wurden um 2006 64 Triebzüge der Baureihen 102 und 103 mit ETCS-Fahrzeuggeräten ausgerüstet, in die die LZB als zusätzliches nationales Zugbeeinflussungssystem (STM) integriert ist.